# Тапа (Эстония)
Та́па (эст. Tapa) — город в Эстонии, административный центр и составная часть волости Тапа, уезд Ляэне-Вирумаа. Крупный железнодорожный узел.

## География и описание
Расположен на севере Эстонии. Расстояние до Таллина — 93 километра, до уездного центра — города Раквере — 31 км. Высота над уровнем моря — 103 метра.
Климат умеренный. Официальный язык — эстонский. Почтовые индексы: 45106—45109.

## Число жителей
По данным переписи населения 2011 года в городе проживали 5896 человек, из них 3494 (59,3 %) — эстонцы.
По данным переписи населения 2021 года, в городе насчитывалось 5383 жителя, из них 3444 (64,1 %) — эстонцы.
Численность населения города Тапа:
| Год  | 1900 | 1922   | 1932   | 1943   | 1959   | 1970   | 1979    | 1989    | 1995   | 2000   | 2011   | 2021   |
| ---- | ---- | ------ | ------ | ------ | ------ | ------ | ------- | ------- | ------ | ------ | ------ | ------ |
| Чел. | 642  | ↗ 2398 | ↗ 4355 | ↘ 3792 | ↗ 7877 | ↗ 9797 | ↗ 10851 | ↘ 10439 | ↘ 8068 | ↘ 6750 | ↘ 5896 | ↘ 5383 |

## История

### Происхождение топонима
Происхождению названия Тапа языковеды дают несколько объяснений:
- у эстонцев и ливонцев было личное имя Таббе (Tabbe), Таппе (Tappe),
- адаптация имени Стефанос — Табан (Taban), Теппо (Teppo),
- от эстонского слова tapp (в родительном падеже tapu), которое означает «хмель» или иное вьющееся растение, например «вьюнок» (эст. kassitapp), на финском диалекте слово tappo означает «огороженная пахотная земля», на карельском языке tapos означает «местожительство».

Сопоставление названия Tapa с убийством (эст. tapmine) и битвой (эст. taplus) — это народная этимология, не имеющая под собой ни исторического, ни лингвистического основания.

### Деревня и мыза
Деревня Тапа была основана в XIII—XIV веках. Впервые она упоминается в письмах Академического общества истории и профессора М. Эйзена (M. Eisen) в 1482 году. На её месте была построена рыцарская мыза Тапс (нем. Taps), называемая местными жителями мыза Тапа (эст. Tapa mõis) и впервые упомянутая в 1629 году.
В письменных источниках упоминается Тапа, Тапс, Таппес (Tappes), в XIV веке Таппус (Tappus), в 1620 году — Таппас (Tappas). Вполне вероятно, что после основания мызы деревней Тапа стала называться деревня Аовере (Aovere, в 1564 году упоминается как Eigouer). Деревня была расположена к юго-западу от парка мызы, вдоль дороги к поселению Ампель (позже — посёлок Амбла).

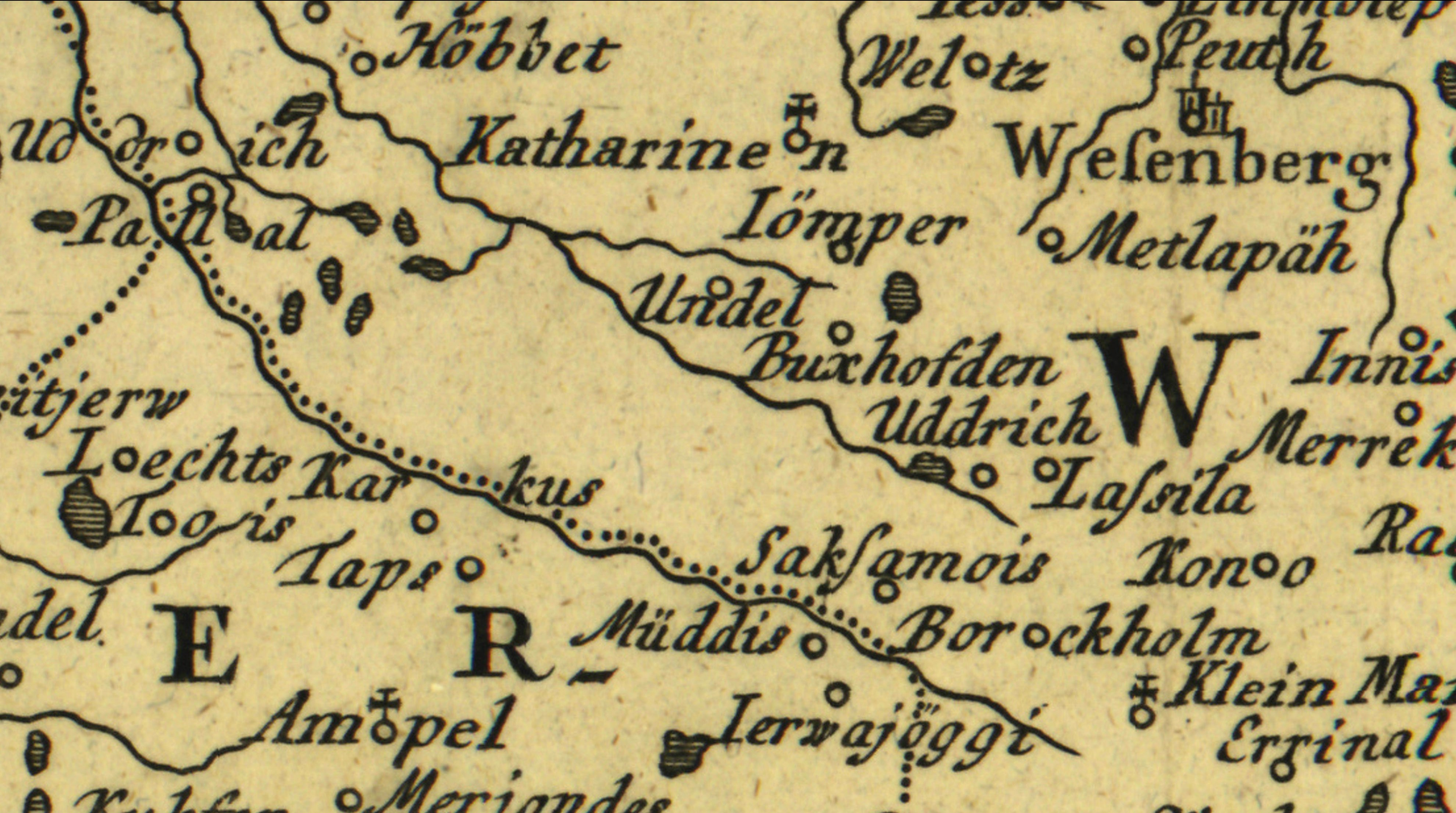
Деревня Тапс к юго-западу от Везенберга (сегодня — Раквере). Карта Лифляндии 1774 г.

Посередине деревни, у дороги, находился колодец с цементированными стенками и деревянной крышкой. Также, возле источника, был выкопан пруд – для предупреждения отсутствия воды в засушливые сезоны. Из колодца вытекал ручей, в сторону расположенной поблизости фермы «Dawid schoolhouses». Вода текла в холмистой местности круглый год. Над ручьём были проложены два моста, один из них – пешеходный.
Изначально деревня Тапа находилась на территории вотчины Ярвамаа (административный центр – Пайде), участок церковного прихода Амбла, в чью кирху ходят жители деревни-лютеране. Во время Ливонской войны (1558—1583), в 1561 году и деревня, и мыза Тапа были захвачены шведами. Шведы находились здесь в период 1561—1626 годов (65 лет).
Когда российские войска вошли на земли Вирумаа, линия фронта между россиянами и шведами некоторое время проходила здесь – по реке Валгейыги (эст. Valgejõgi). В ходе боёв при рейдах войск противников сгорели Тапа и другие близлежащие деревни.
Во время Северной войны (1700—1721) в течение 1710 года шведы вновь заняли Ярвамаа и далее – существенную часть Российского государства. Во время боёв этой войны сгорели мыза Тапа и, во второй раз – деревня. Впоследствии, на этих же местах, являвшихся теперь уже землёй Эстляндской губернии Российской империи, усадьба и деревня были вновь отстроены.
В 1839 году в деревне (возле дороги Тапа—Амбла) муниципалитетом Лехтсе (к которому теперь относилась территория расположения Тапа) была построена школа – деревянное здание с соломенной крышей, не имевшее дымохода. За зданием закрепилось название «Vanatoa».

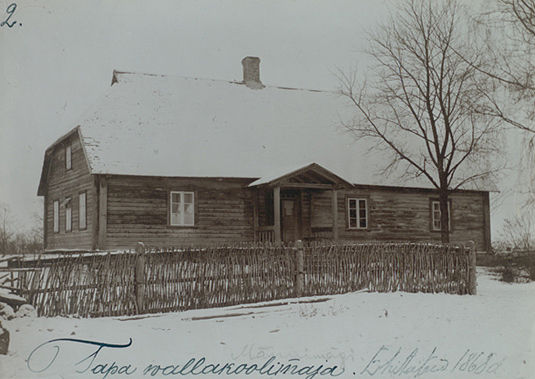
Здание школы деревни Тапа, 1868 год

В 1868 году рядом было построено новое здание школы (в старом школьном доме разместили воскресную школу прихода Амбла). Учитель имел здесь квартиру: две комнаты, кухню и кладовые. В школе были три класса, со скамьями. Школьный учитель был один, преподавал предметы на эстонском языке: сам язык, местную историю, математику, религию и пение. Школа имела свою собственную библиотеку. Число учеников насчитывало в среднем от 25 до 35 человек.
Во второй половине XIX века в деревне Тапа, помимо школы, был и маленький клуб, с курсами народного танца, проведением различных мероприятий, в частности – рождественскими вечеринками. Были кулинарные курсы, мастерские различных видов ремёсел. На северной окраине деревни, напротив усадьбы, стояла мельница. Была пожарная станция Добровольческой ассоциации пожарных.
В центре деревни Тапа, на холме, находились две большие сосны; между ними на каменных основаниях стояли два железных креста. Ходили слухи, что здесь захоронены два шведских генерала или два (ливонских?) рыцаря. Один из крестов простоял до 1953 года.
Главное здание мызы Тапа было взорвано 29 апреля 2020 года как не представляющее исторической ценности и пришедшее в полную негодность. Работы осуществил пионерский батальон 1-й пехотной бригады Эстонских вооружённых сил.

### Пристанционный посёлок

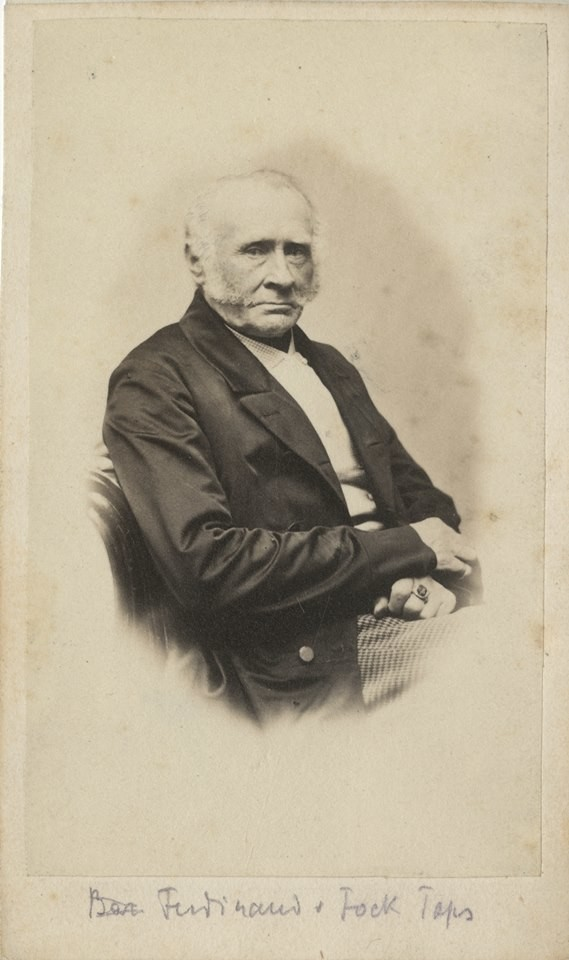
Помещик, владелец мызы Тапа, барон Александр Фердинанд фон Фок

В 1865—1866 годах в лесах между Ревелем и Нарвой появились инженеры, рекогносцирующие строительство железной дороги.
Сначала в здешних местах планировалось расположение станции возле деревни Валгма (Valgma). Только на третьей рекогносцировке была выбрана для постройки станции деревня Тапа.
Железнодорожная станция, называемая в Российской империи «Тапс», была построена в 1869—1870 годах в ходе возведения железнодорожной линии Балтийский (Палдиски) — Тапс — Нарва — Гатчина (где линия примыкает к железной дороге Санкт-Петербург – Луга). Земля для строительства железнодорожной станции и пристанционного посёлка была куплена у владельца мызы Тапа, барона А. Ф. фон Фока.

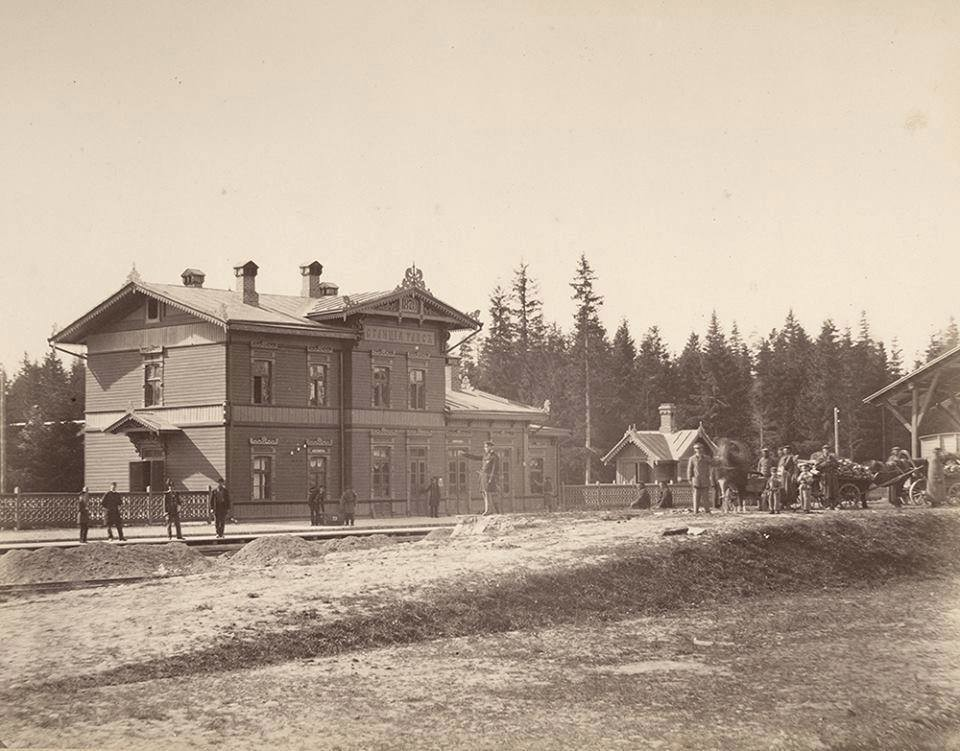
Первое здание вокзала железнодорожной станции «Тапс», 1870 год

Возведение железной дороги был начато со сторон Ревеля и Санкт-Петербурга (от Гатчины) одновременно. В 1870 году было построено первое здание станции.
Прибалтийская железная дорога была официально открыта 24 октября 1870 года.
В 1875—1876 годах был изменен статус станции: из обычного разъезда II класса «Тапс» превратился в узловую станцию класса IV: в 1876 году была открыта железнодорожная линия Тапс—Дерпт. Первый поезд из Ревеля в Дерпт прошёл здесь 21 августа 1876 года.

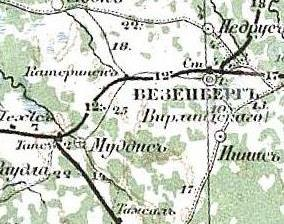
Железнодорожный узел и посёлок Тапс на Военно-дорожной карте Европейской России Главного Штаба, 1888 год

Рос пристанционный посёлок. Были построены жилые дома работников станции, аптека, магазины, таверны, общежития, основана небольшая индустрия.
В этот период путешествие на поезде, состоявшем из паровоза и двух вагонов, из Ревеля в Санкт-Петербург занимало почти 12 часов; от Тапс до Юрьева – около 5 часов. На поездах было довольно много пассажиров, в том числе – иностранцев, ездивших ранее по данным маршрутам на конном транспорте. Изначально здание вокзала было деревянным. Рядом был открыт трактир. В 1884 году железнодорожный узел в ходе сильной метели был завален снегом; на четыре дня жизнь станции остановилась.
К концу XIX века населённый пункт, выросший при станции Тапс (называемый эстонцами «Тапа», как и мыза, и деревня, в том числе и в названиях местных организаций), был небольшим городком с населением немногим менее чем одна тысяча жителей. В 1885 году в нём была открыта первая школа — частная школа Кэтрин Мазинг (Ketrin Masing), небольшое одноэтажное здание на улице Лай («Широкая»). Изначально это была начальная школа для мальчиков и девочек, два года готовившая учеников к дальнейшему обучению в 3 классе. Школа была платной – 16 рублей за год. В ней изучали Библию, немецкий язык, каллиграфию, физику и ремёсла.
В 1889 году был изменён курс обучения: с 11 до 4 часов в неделю сократили изучение немецкого языка, были включены русский язык, арифметика и пение. В это время здесь обучались около 20 учеников. Школа существовала до июля 1919 года, когда была закрыта состарившейся владелицей.
В октябре 1889 года в Тапсе началась работа «Эстонского завода мясной продукции», владельцем-основателем которого был Генрих Кольсорн (Heinrich Kolshorn). На окраине городка, возле реки Валгейыги, находились скотобойня, печи, котельная и другие необходимые средства. Здесь производились мясо, колбасы, позже – ветчина и сало.
В посёлке была гостиница «Tapa Waldorf», которая использовалась некоторыми представителями среднего класса Санкт-Петербурга в качестве санатория («чтобы улучшить состояние здоровья в сельской местности»). 2 января 1895 года здесь, близ вокзала, было освящено место постройки православной церкви: большинство работников станции являлись православными славянами.
В 1897 году в Тапсе был основан завод по производству сельскохозяйственного инвентаря и других металлических изделий – от водяных насосов до могильных крестов; владелец – Ян Крусбахи. Завод имел и свою плавильню; он также находился на берегу реки.

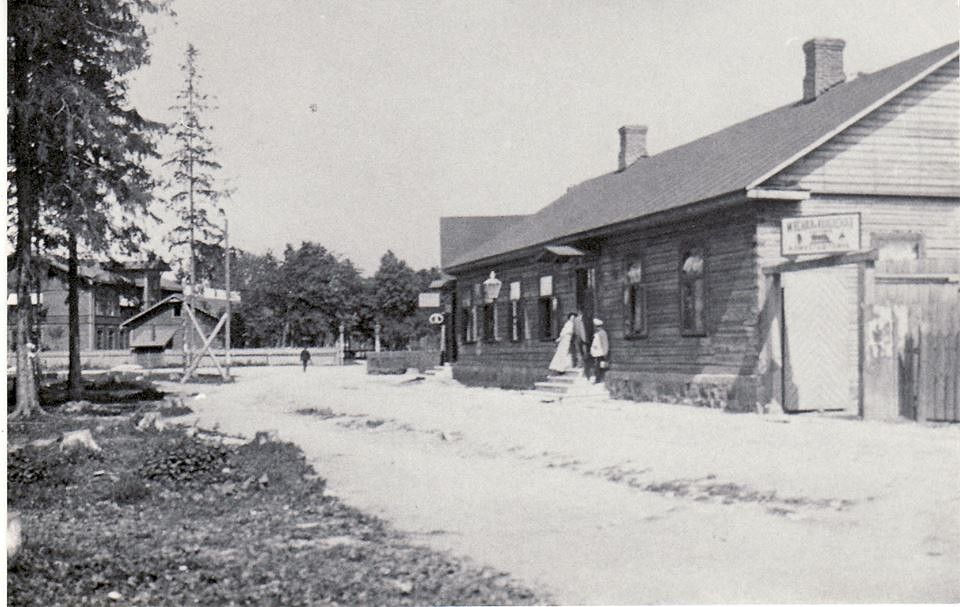
Мясо-колбасный цех А. Пихельштейна, 1911 год

В 1897 году в Тапсе был закрыт «Эстонский завод мясной продукции», но началась работа двух колбасных цехов П. Ландсберга и А. Пихельштейна. Позже в Тапсе заработали и ещё более мелкие производители мясной продукции. Колбасы местных производителей продавались, помимо окрестностей, вплоть до Ревеля и Нарвы, так и в Ямбурге, Санкт-Петербурге, а также отвозились и в Великобританию. Крупнейшим производителем к началу XX века является предприятие (мясной и колбасный цехи) Отто Бауманна.

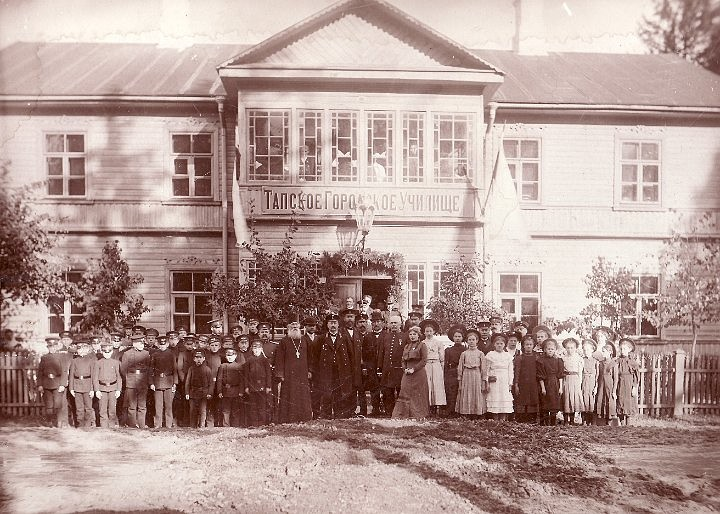
Тапское городское училище

В 1900 году в Тапсе открылись сразу три гимназии: русская начальная, эстонская начальная и средняя гимназия железнодорожников (где обучение велось на русском языке) — Тапское городское училище.
В 1901 году в Тапсе заработала мастерская с кузницей по производству карет, колясок для гужевого транспорта, саней и лыж; владелец – Йоханнес Лейнберг (Johannes Leinberg).

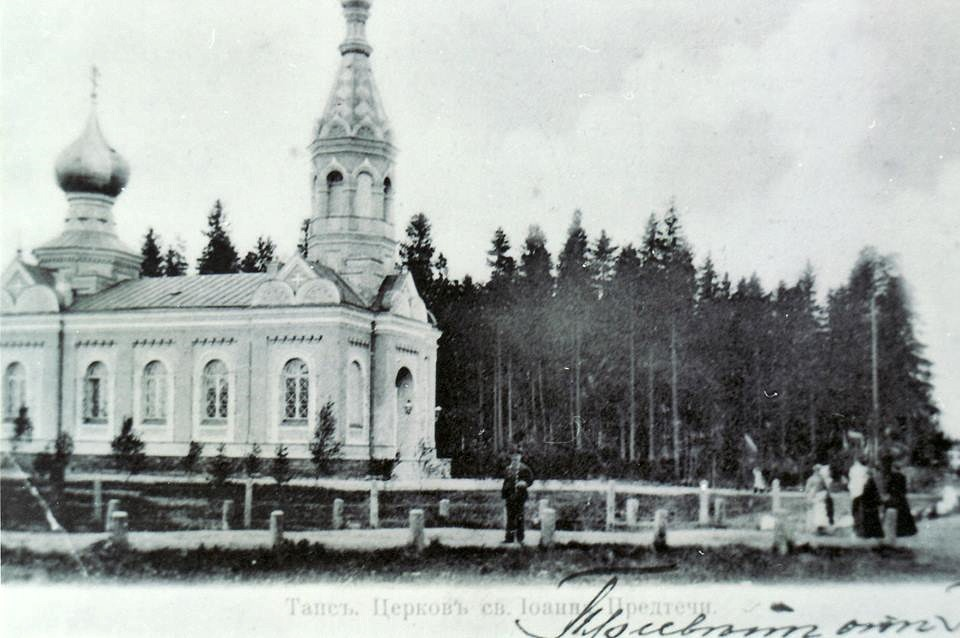
Церковь Святого Иоанна Предтечи, 1904 год

Церковь Иоанна Предтечи (Крестителя) была открыта 13 июня 1904 года. Лютеранское население городка и деревни Тапа всё ещё пользовалось кирхой, находящейся в посёлке Амбла.
В 1904 году в городке возведена и протестантская кирха, около городского кладбища (небольшое старое кладбище возле локомотивного депо).
В 1904 году на центральной площади был построен клуб, с размещением в нём общественной организации «Гармония» («Harmonie»).
В декабре 1905 года, во время забастовки железнодорожников, движение поездов было прервано на двенадцать суток. Для подавления беспорядков в пристанционный посёлок был введён батальон пехоты Императорской армии.
В ноябре 1906 года в Тапсе был создан отдел «Тартуского Общества просвещения молодёжи» (Noorsoo Kasvatuse Selts), чьей главной целью являлась организация здесь среднего образования на эстонском языке. На первом его заседании, которое состоялось в клубном зале «Harmonie», председателем был избран Виллем Габриэль. В управлении Рижского школьного округа Обществом было получено разрешение на открытие в Тапсе своей «Народной школы» (Tapa osakonna rahvakool), которая начала работать уже 30 ноября 1906 года в небольшом здании на улице Пикк (Pikk) – главной улице пристанционного посёлка. Тогда же был поднят вопрос и о строительстве нового здания школы. В феврале 1907 года Обществом образования молодёжи был начат сбор денег на его постройку. Новое здание для «Народной школы» было построено в 1909 году, открыто 3 января 1910 года.
Тем временем в 1907 году, на окраине мызы Тапа, её владельцем, Эдуардом Людвигом фон Фоком, в двухэтажном каменном здании был открыт небольшой ликёро-водочный завод. Здесь использовались картофель либо зерна: ржи или ячменя. Завод располагался к западу от парка мызы, возле ручья Рауакырве (Rauakõrve – «Железный»).
15 июля 1912 года в Тапсе была основана церковная община методистской протестантской конфессии. При этом своего храма здесь у неё пока не было – верующие посещали соседнюю церковь в Пярна.
В 1914 году был построен каменный корпус вокзала со стенами из красного кирпича и углами из известняка. Вход в залы увенчан декоративным фронтоном. Восточная часть здания, двухэтажная осталась деревянной; позже к ней был пристроен двухэтажный деревянный флигель.
Началась Первая мировая война. Но жизнь продолжалась. В 1916 году в Тапсе было построено из известняка здание депо для ремонта паровозов.
Ко времени февральской революции в Тапсе работали четыре школы: две начальных (первые четыре класса) и две средние (четвёртый и пятый классы) — «Народная школа» и гимназия железнодорожников. В связи с наступлением немецких войск на земли Прибалтики, в начале октября пришло распоряжение об эвакуации государственных учебных заведений. Оставшиеся здесь, ныне – бывшие ученики Гимназии железнодорожников, переведённой из Тапса далеко в Уфу, ходили на уроки в «Народную школу» Общества просвещения молодёжи.
В конце 1917 года в Тапсе и Везенберге находились части 49-го армейского корпуса, включённого в резерв Северного фронта.

### Посёлок городского типа
18 декабря 1917 деревня Тапа вышла из муниципалитета Лехтсе и, объединившись с посёлком при станции, получила статус посада (эст. alev; с середины 1920-х годов эти населённые пункты стали называться в Эстонии городскими посёлками). Первым старейшиной здесь 7 января 1918 года был избран Виллем Габриэль — председатель совета директоров Тапаского Общества образования молодёжи.
19 февраля 1918 года, на закрытом заседании Совета старейшин Губернского земского совета Эстляндии был принят Манифест о независимости Эстонии, обнародованный в Ревеле 25 февраля. Продолжалась мировая война. 21 февраля 1918 года командованием Северного фронта 49-му армейскому корпусу была поставлена задача «принять срочные меры к обороне Тапса и Везенберга, как важных узлов железнодорожных и грунтовых путей». Тем не менее, из-за отступления войск с линии Вейсенштейн – Феллин – Юрьев, части 49-го корпуса тоже отступили к Нарве. В Тапс прибыли из Ревеля отряды Красной Гвардии Советов Эстляндии.
В полдень 26 февраля, к юго-западу от Тапса – в районе Ампель (Амбла) они вступили в бои с отрядами «Омакайтсе». При этом в Тапсе войск практически не осталось; что позволило в этот же день отряду немецкой армии, продвинувшемуся со стороны Ревеля, войти сюда практически без встречи сопротивления.
До осени 1918 года в Тапсе находились немецкие части 68-го армейского корпуса, контролировавшего территорию между Ревелем и Нарвой. 13 ноября того же года, после произошедшей в Германии Ноябрьской революции, власть ими была передана Временному правительству Эстонии, возглавленному Константином Пятсом.
Вслед за уходящими из Прибалтики немецкими войсками, для установления контроля над территориями, потерянными в результате подписания Брестского мира, сюда вошли войска Советской России, встречавшие активное сопротивление отрядов «Кайтселийта» (другое название – «белоэстонцев»).
От Нарвы на Ревель наступала 6-я стрелковая дивизия РККА, на 72 % состоящая из частей Эстляндской Трудовой Коммуны, провозглашённой в Нарве 29 ноября 1918 года. В ходе наступления 6-я дивизия пополнялась добровольцами из местного населения.
После напряжённых боёв 21—23 декабря советские части заняли станцию Тапс, но были выбиты контратаковавшими отрядами «Кайтселийта». Подтянув свежие силы, утром 24 декабря части Рабоче-Крестьянской Красной Армии вновь заняли Тапс.
В это время Временным правительством формировались Эстонские Народные войска (эст. Eesti Rahvavägi), изначально – из добровольцев, затем введением всеобщей воинской повинности.
В начале января 1919 года началось контрнаступление Эстонских Народных войск со стороны Ревеля. 6 января к Тапсу подошёл отступающий от Кехра 54-й Юрьевский полк РККА.
Ему навстречу для поддержки из Везенберга в Тапс прибыли три роты 47-го стрелкового полка и 200 сабель эстонского красного кавалерийского полка. 7 января из Юрьева сюда прибыла бронеплатформа с одним орудием.

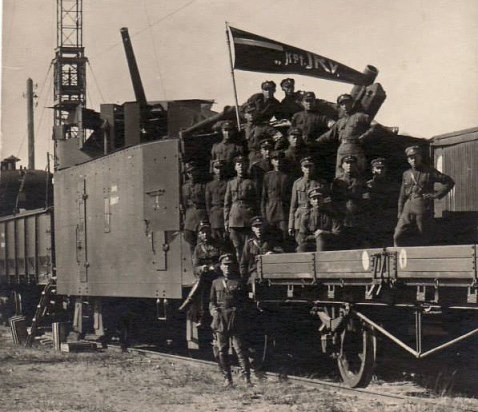
Бронепоезд «Капитан Ирв» Сил Обороны Эстонской республики

8 января 1919 года со стороны Таллина к Тапсу выехали эстонские бронепоезда Nr. 1 «Капитан Ирв» («Kapten Irv») и Nr. Page 3. Подойти к станции им не удалось: в полутора километрах к западу от Тапса противником был взорван мост через реку, требующий теперь восстановления. На следующий день, 9 января 1919 года, после временного восстановления моста, к Тапсу вновь направились те же бронепоезда. После короткой артиллерийской перестрелки на станции был высажен десант пехоты. К 9.00 в городке находились Эстонские войска. Отсюда бронепоезд № 1 с пехотой выдвинулся в сторону Везенберга, далее не смог пройти из-за взорванных мостов через реки. Бронепоезд № 3 проехал в сторону Юрьева, к вечеру достиг станции Тамсалу. Но отсюда тоже вернулся в Тапс. Впоследствии бронепоезда так и остались здесь, в качестве I полка бронепоездов – важный железнодорожный узел предоставлен им как место базирования. Здания усадьбы Тапа-мыза были национализированы и использовались ими в качестве казарменного городка. В бывшем доме помещика теперь разместился штаб полка; в здании ликёро-водочного завода (где было демонтировано всё оборудование) – казино с бильярдной и баром, помещения проживания унтер-офицеров.
Станция и пристанционный посёлок стали называться, как и деревня, и мыза, по-эстонски – «Тапа».
1 марта 1919 года с министром образования нового государства было согласовано открытие в Тапа государственной средней школы – Центральной. Для её размещения было выбрано бывшее здание гимназии железнодорожников, арендованное теперь у станции.
Уже 13 марта школа была открыта (после ряда неудач, произошедших в данном учреждении, с 1935 года его «днём рождения» было принято считать не 13, а 3 марта, что остаётся до сих пор). Изначально в ней было пять классов и 102 ученика.

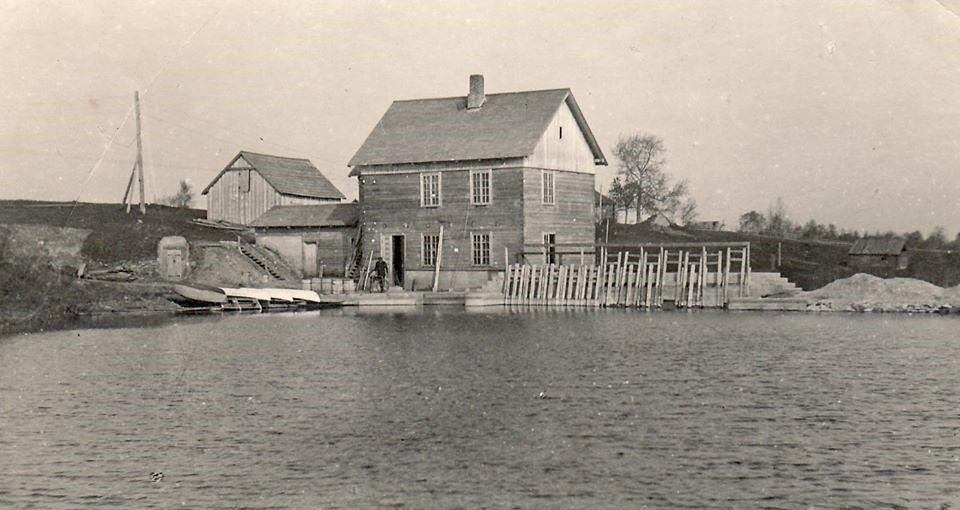
Первое здание гидроэлектростанции Тапа, 1920 год

В конце 1919 года в Тапа, на реке Валгейыги, построена электростанция. В двухэтажном здании на первом этаже находились турбина с динамо-машиной, закупленные в Финляндии, на втором – жилые помещения персонала и кабинет директора; первым эту должность занял Ханс Кайк (Hans Kaik). Мощность первого электрогенератора составляла 33 КВт; воды набиралось достаточно для его полноценной работы всего пять часов в сутки. В 1920 году в городе на уличных фонарях появились электрические лампочки; также и на железнодорожной станции Тапа заработало электрическое освещение.
Городок рос; увеличивалось и его население. Представители лютеранской веры из числа жителей Тапа изъявили желание иметь здесь свой храм, а не ездить (а то и ходить) на богослужения за 13 километров к югу к кирхе Амбла. 19 июня 1921 года епископом Якобом Кукком (Kukk) было освящено место возведения новой кирхи. В тот же день было открыто освящением и новое кладбище, существующее по сей день. Прихожанами был начат сбор денег на постройку храма, уже получившего название «кирха Якоба» (Jakobi kirik).

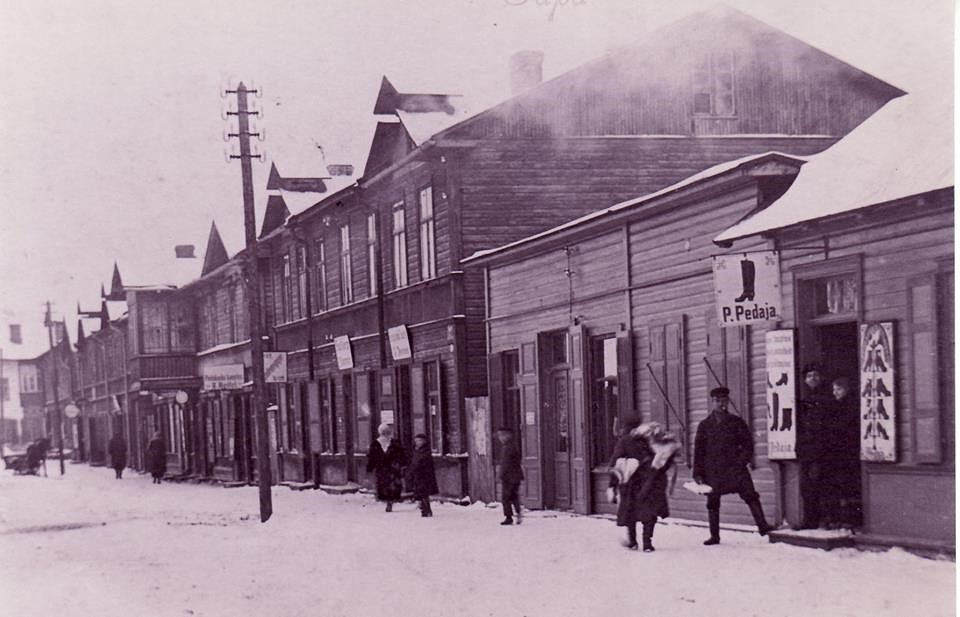
Главная улица города — Пикк («Длинная»), 1920-е годы

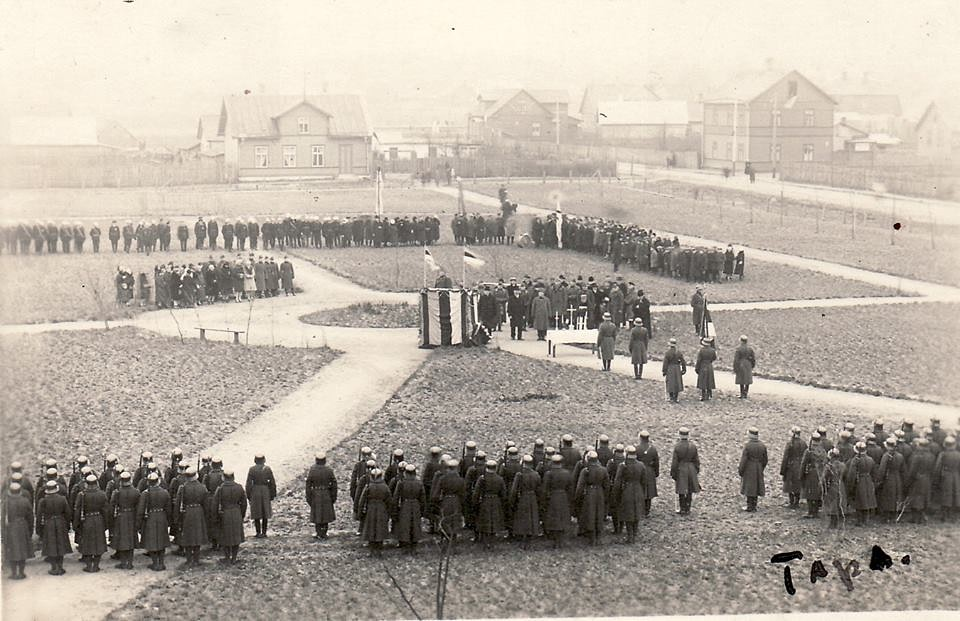
Парад базирующегося в Тапа полка бронепоездов, 1920 год

1 августа 1921 года прежняя «Народная школа» стала называться 2-й начальной школой посёлка Тапа (Tapa Alevi II Algkool).
В 1922 году в Тапа жили 2400 человек.
В 1923 году бурей, бушевавшей в этих местах, были сломаны множество телефонных столбов, стоявших вдоль железнодорожных путей.
В июле 1923 года методистской церковной общиной в Тапа заложено деревянное здание храма, открытое 17 августа 1924 года. Существенную финансовую помощь в возведении данного здания оказали методисты из Нью-Йорка.
В результате пожара 20 августа 1924 года значительно выгорело деревянное здание 2-й начальной школы.
8 декабря 1924 года в Тапа, в штаб полка бронепоездов, были доставлены из Аэгвийду задержанные там участники подавленного в Таллине Перводекабрьского восстания: один из его организаторов Аугуст Лиллакас и его помощник Ричард Кяэр (Richard Käär). После формального допроса был собран военный суд, на кратком заседании которого оба были приговорены к смертной казни. Приговор был исполнен у болота на окраине города Тапа, где трупы и были закопаны.
В 1925 году было начато строительство нового школьного здания – трёхэтажного, предназначенного для размещения основной городской школы, средней, которая была открыта 30 января 1927 года.
В 1925—1927 годах на оставшемся фундаменте выгоревшей школы было построено двухэтажное новое здание, в котором разместилась городская школа музыки и искусства).
24 сентября 1925 года, в ходе военных учений, между станцией Элва и платформой Миддендорф (на линии «Тарту – Валга») столкнулись два бронепоезда I полка из Тапа. В результате пять человек погибли, восемь получили ранения; были разбиты две бронеплощадки и один вагон. Погибшие были привезены в Тапа и похоронены на поселковом кладбище.
В этот период на южной окраине посёлка, на опушке леса, было возведено Певческое поле.

### Город

#### 1926—1940 годы
Решением Правительства Республики 30 июня 1926 года Тапа получил статус города. Выборы первого совета города были проведены 18—19 декабря 1926 года. Первым мэром 17 января 1927 года был избран Эрнст Гримм (Ernst Grimm).
В 1928 году, к десятилетию Эстонской республики, городской вокзал претерпел новую реконструкцию: стал целиком каменным. Восточнее здания вокзала, на месте прежней, была возведена новая водонапорная башня.
Также в 1928 году на месте завода Яна Крусбаха, остановившегося вследствие устаревания его оборудования, открылась небольшая шерстяная фабрика «Вилла Индустриал» (Villa Industrial). Её продукция – в частности, различные нити, шерстяные, льняные — продавалась в том числе и в СССР.
В этом же году на северо-восточной окраине Тапа, возле бойни, открылась лесопильня со складом древесных материалов; первый владелец – Мейер Юдейкин (Meier Judeikin); через пару лет владельцем предприятия стал Хуго Уллай (Hugo Ullai). К середине 1930-х на лесопильне работали 40 рабочих. Доски, бруски, изготавливаемые здесь, частично поступали строителям города, частично убывали в порт Таллина для отправки в Великобританию. Древесные отходы, получаемые в ходе работы лесопильни, отправлялись в котельную.

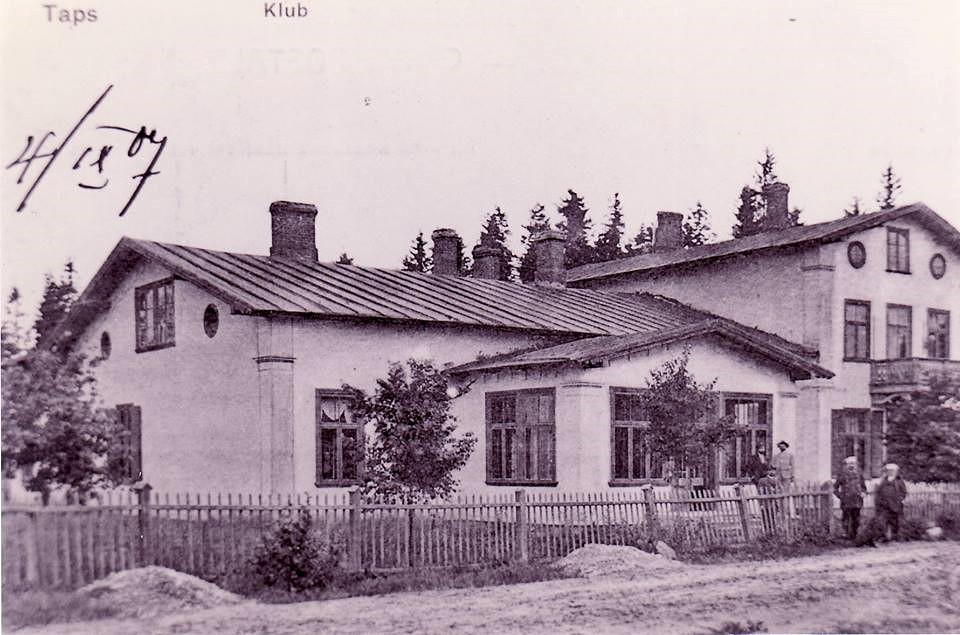
Здание городского клуба и ресторана

В 1930 году в отдельных помещениях здания городского клуба «Гармония» разместился ресторан «Норд» («Nord»).
С 1931 года городская школа стала называться Тапаской гимназией (Tapa Gümnaasium). В этом же году при ней была открыта и вечерняя форма обучения.
Летом 1931 года железная дорога, которой принадлежало здание, используемое Центральной школой, изъявила желание освободить эти помещения от учебного заведения. Школа временно разместилась в старом здании, принадлежавшем православной церкви. Родители школьников обратились в Министерство образования с просьбой построить в городе школьное здание подходящих размеров.
В 1931 году от пожара пострадала городская гидроэлектростанция: значительно выгорел второй этаж, впоследствии восстановленный. Позже была создана небольшая тепловая электростанция с двигателем локомотива, где в качестве топлива использовался торф.
Тем временем лютеранскими прихожанами города Тапа было собрано количество денег, позволяющее начать возведение своего храма. Строительство кирхи Якоба началось 18 июня 1931 года с рытья котлована под фундамент солдатами полка бронепоездов.
Новая кирха была открыта 27 ноября 1932 года, из-за недостатка денег пока без церковного шпиля (который был поставлен только в 1994 году).
В 1933 году в Эстонии произошла реформа системы образования. Теперь полный курс обучения стал состоять из четырех лет начальной школы, пяти лет средней школы, трёх лет старших классов школы. Согласно положениям школьной реформы, в Тапа должны были действовать гимназия и реальное училище.
В этот период на южной окраине города был построен стадион. Перед ним, на опушке леса, расположилось певческое поле.
Также, в начале 1930-х, в Тапа на улице Вылгейые (Valgejõe, 21) заработала мастерская, занимающаяся производством керамики; владелец – Оскар Удикас (Oskar Udikas). В мастерской работали 5—6 человек; изготавливали из глины горшки, вазы для цветов, посуду. Глину привозили со станции Хулья (Hulja; ближе к Раквере). Песок, используемый в приготовлении глазури, свинца, каолина и декстрина, измельчали в шаровой мельнице.
Возле городского рынка открылась кондитерская «Аврора», где изготавливали шоколад, конфеты и печенье.
30 ноября 1934 года базирующийся в Тапа полк бронепоездов был объединён с аналогичным полком со станции «Валга» (Valga), чьи бронепоезда прибыли в Тапа.
В декабре 1935 года городским советом был начат сбор средств на строительство полноценного здания для Центральной школы. Родители учеников стали ежемесячно делать вложения по 7,50 крон.

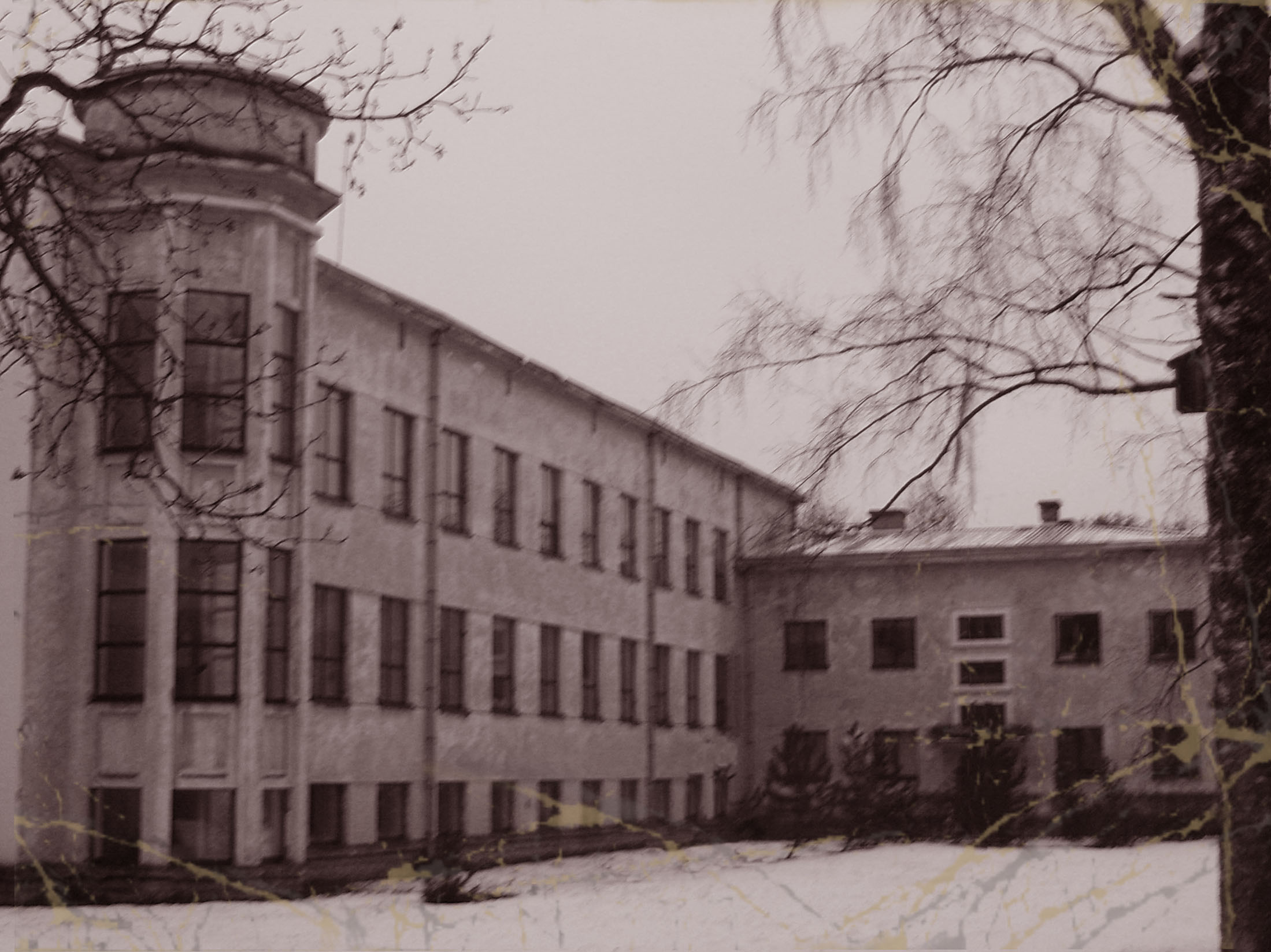
Здание средней школы, открытой в 1939 году

В 1936 году в Тапа был открыт городской детский сад. Возведение нового школьного здания было начато осенью 1936 года.
В 1937 году в Тапа произошла железнодорожная катастрофа; погибшие были похоронены на городском кладбище в братской могиле под крестом из рельсов.
В 1938 году в Тапа была закрыта Гуманитарная гимназия. 24 февраля 1939 года состоялась церемония открытия нового большого здания средней школы. Директором был назначен Эдуард Канса (Eduard Kansa).
К концу 1930-х годов в Тапа базировался полк бронепоездов Армии обороны Эстонии, состоявший из двух дивизионов (три бронепоезда и один — в резерве), тяжёлой железнодорожной батареи, двух взводов тяжёлых пулемётов и двух стрелковых взводов. Его личный состав составлял 350 человек. Вокруг города была построена железнодорожная ветка, проходившая через расположение полка бронепоездов и позволявшая им выдвигаться от Тапа-мыза на линию «Тапа-Тарту», не заезжая на станцию.
В 1939 году в городе появились части Красной Армии. Осенью 1940 года здесь было начато строительство военного аэродрома, ставшего впоследствии местной достопримечательностью.
Летом 1940 года в Тапа сгорела лесопильня Хуго Уллая.

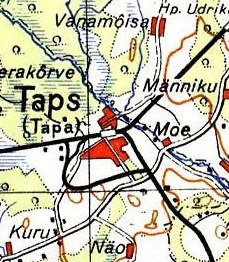
Железнодорожный узел «Тапа» с веткой вокруг города (город подписан по-немецки — «Taps», с упоминанием и эстонского названия). Карта Генштаба Люфтваффе, 1941 год

#### В Советской Эстонии
21 июля 1940 года Эстония вошла в состав СССР.
В сентябре 1940 года с методистскими протестантами было заключено соглашение по использованию их церкви в Тапа местными баптистами, которые теперь тоже пользуются данным храмом.
В октябре 1940 года в Тапа подведена линия электропередачи от уездного центра Раквере.
29 сентября 1940 года в парке в центре города был перезахоронен прах расстрелянных возле Тапа в 1924 году революционеров А. Лиллакаса и Р. Кяэра.
В декабре 1940-го в Тапа были национализированы частные предприятия, керамическая мастерская Оскара Удикаса, колбасный цех Отто Бауманна и другие.
К лету 1941 года в Тапа базировались следующие части Красной Армии: 86-й стрелковый полк и 629-й гаубичный артиллерийский полк; оба — из 180-й стрелковой дивизии, сформированной на базе частей Армии обороны Эстонии; артиллерийский склад № 617 4-го разряда; на станции — военная комендатура ВОСО.
В 1941 году город затронули сражения Великой Отечественной войны. К 1 августа с юга к Тапа, с позиций Ярва-Яани подошли части 22-й мотострелковой дивизии (мсд) НКВД. Вечером 1 августа части наступавшей со стороны Пылтсамаа-Тюри 254-й пехотной дивизии Вермахта захватили Тамсалу; начался артиллерийский обстрел железнодорожной станции Тапа.
2 августа на позиции между Амбла и железной дорогой Тапа-Тарту, с юга подошли 62-й и 156-й стрелковые полки Красной Армии.
С юго-запада к городу подошёл 320-й стрелковый полк 11-й стрелковой дивизии; остальные её части находились в районе Кадрина. В самом городе для его обороны находились 109-й железнодорожный полк НКВД, рота 167-го стрелкового полка и рота 1-й особой бригады морской пехоты Краснознамённого Балтийского флота.
3 августа разгорелись бои с частями наступающей 254-й пехотной дивизии Вермахта к югу от города – в районе Амбла; на позициях 22-й мотострелковой дивизии НКВД. 320-й стрелковый полк отступил к железнодорожной ветке на Таллинн, к станции Лехтсе.
4 августа, после боёв в Тапа (преимущественно, на станции), рота 167-го стрелкового полка и морская пехота отошли на запад — к позициям 22-й мотострелковой дивизии НКВД, с которой, совместно с 320-м стрелковым полком, отступили к Янеда. 109-й железнодорожный полк НКВД отошёл из города на восток — с 11 стрелковой дивизией отступили в сторону Кадрина. В город вошли части 254-й пехотной дивизии «Springendes Pferd» Вермахта.
Во время германской оккупации в Тапа (немцами город и станция опять именовались «Тапс») на территории вагонного депо (Tapa Eksporttapamaja) находился концентрационный лагерь, за время своего существования несколько раз менявший наименование:
- Stalag XXI B (10,1941 — 04,1942)
- Stalag 381 (04,1942 — 05,1943)
- Dulag 110 (04,1943 — 12,1943)
- Dulag 375 * N (10,1943 — 04,1944)

В нём за 3 года погибли несколько тысяч военнопленных красноармейцев. Заключённые использовались преимущественно на работах железной дороги. Умершие здесь или казнённые (в частности, безуспешно пытавшиеся убежать) закапывались в траншее, вырытой на окраине городского кладбища.
Помимо прочих бед военного времени, неоднократно город месяцами оставался без электричества.
В этот период школьные здания в городе использовались германской армией. Начальная школа работала в здании на улице Лиллака 55 (Lillaka tn. 55) и в церкви методистов. Старшие классы работали примерно в 4 км от города в бывшем господском особняке мызы Имасту. Продолжительность учебного года была, как правило, не более 5—6 месяцев в год. Во многих классах не было никаких учебников. Не было инвентаря ни для уроков по физике, ни по химии, отсутствовали книжные шкафы, пришлось детям забыть и о спортивных площадках. Уроки были отрывочны и носили неформальный характер. Довольно трудно было достать ручки и бумагу. Цветные карандаши считались сокровищем. Из-за острой нехватки бумаги лекции учителей приходилось записывать на обложках старых книг, старых открытках, кусках обёрток. Для замены ластиков использовали куски резины от старой обуви или шин велосипедов.
В 1944 году, в ходе Таллинской наступательной операции, 21 сентября к Тапа с юга, со стороны волости Ракке подошли танки Т-34 и самоходные артустановки ИСУ-122 «Подвижной танковой группы № 1» 2-й ударной армии. Обойдя город с запада и востока, после короткого боя подвижная группа уже к одиннадцати часам овладела Тапа.
В первые послевоенные годы город восстанавливался: возводились новые дома, взамен сгоревших и разрушенных; некоторые именно реставрировались (в частности, здание вокзала).
В 1948 году в Тапа возобновила работу керамическая мастерская; эта артель проработала до 1974 года, когда уже окончательно была закрыта.
В 1949 году в Тапа-мыза прибыл танковый полк Советской Армии, занявший территорию и постройки бывшего расположения полка бронепоездов.
В 1950—1962 годах город Тапа был центром Тапаского района.
Школа деревни Тапа прекратила свою деятельность в связи с расширением военного аэродрома Тапа в начале 1950-х годов.
Весной 1952 года на аэродроме начались работы по его расширению. Также на южной окраине города появился военный городок, состоявший из казарменной (построены здание штаба, казармы, лётная и солдатская столовые, спортзал, котельная, баня и прачечная) и жилой (жилые двухэтажные дома, здание Военторга и общежития, котельная, склады, лазарет и амбулатория) зон аэродрома. В военном городке также был построен Дом офицеров, ставший одним из городских кинотеатров, посещаемый и гражданским населением.
В этот период в Тапа построена и новая школа – для увеличившегося русскоязычного населения.

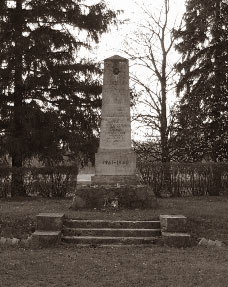
Братская могила погибших в Великую Отечественную войну

В 1956 году на окраине городского кладбища, возле траншеи-могилы заключённых концлагеря, был открыт мемориал, изначально с надписью «Вечная слава героям, павшим в боях за свободу и независимость нашей Родины / 1941—1945»; на русском и эстонском языках. Возле городского стадиона была открыта и братская могила с аналогичной надписью на передней и задней стенках обелиска и списком захороненных на боковых стенках.
В 1958 году была переименована главная улица города, бывшая до этого и впоследствии снова «Пикк», она стала называться «Лиллака» (названная так в честь революционера А. Лиллакаса).
В 1959 в Тапа возле вокзала было построено большое здание, в котором разместился Клуб железнодорожников, ставший основным городским культурным центром. В бывшем здании городского клуба открылся магазин «Сыбра» («Sõbra»).
В 1960-х годах было перестроено здание локомотивного депо.
В этот период между городской застройкой и бывшей мызой Тапа возводились новые здания в зоне базирования танкового полка, который в 1963 году сменила Школа сержантов инженерных войск, образованная на территории Ленинградской области в 1956 году.

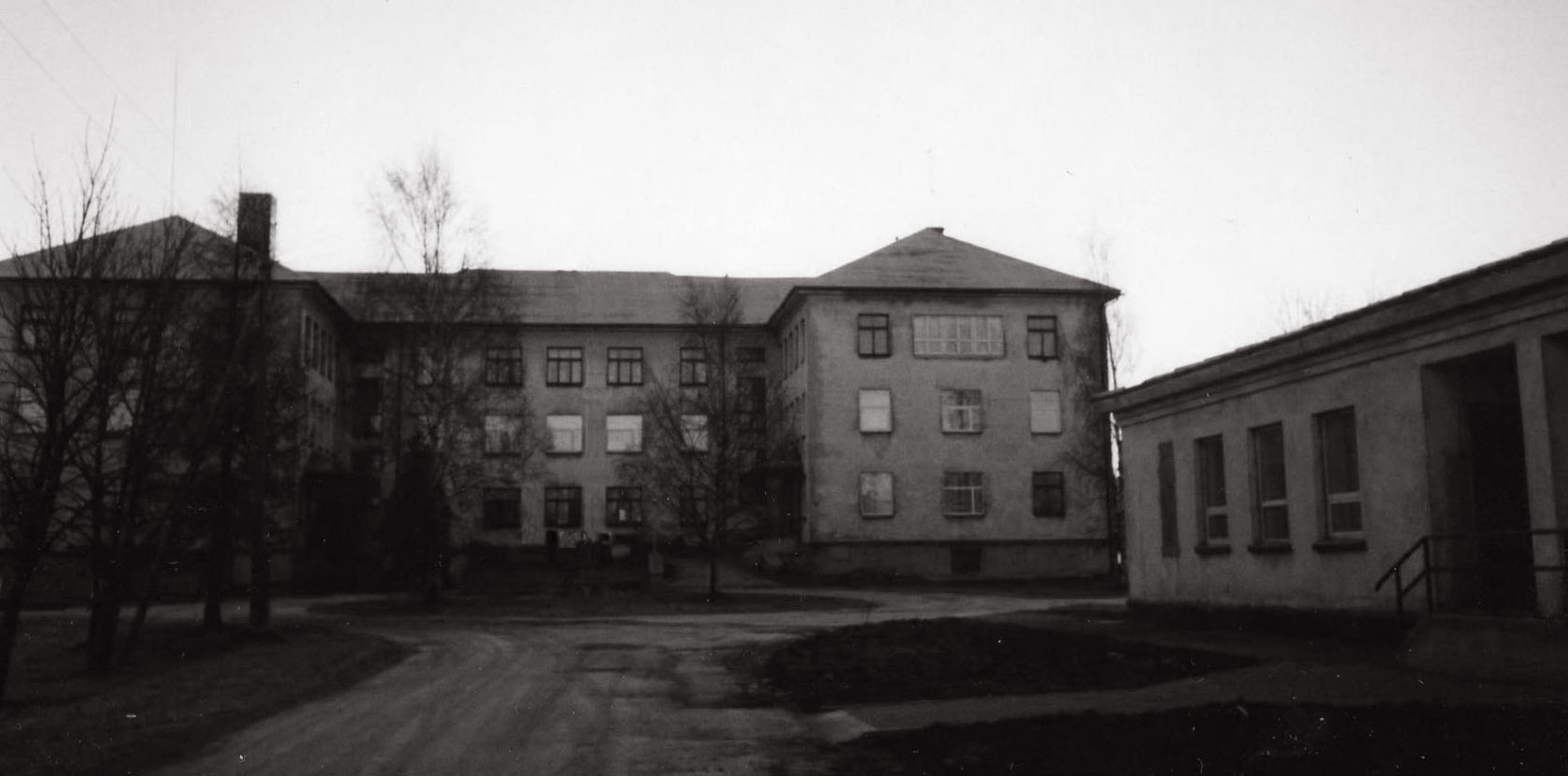
Здание городской больницы и поликлиники. Справа — родильный дом; впоследствии здесь расположились стоматологические кабинеты

В 1962 году в Тапа было построено новое трёхэтажное здание городской больницы и поликлиники, вспомогательные постройки.
В августе 1963 года на северо-западной окраине города началось строительство хлебозавода, который начал работать уже в декабре. Изначально изготовление хлеба выполнялось в трёх угольных печах; в дальнейшем, в 1966 году, взамен одной из них, была установлена электрическая печь. С 1973 года на заводе развернулась выпечка кондитерских изделий. В 1978 году заменили ещё одну угольную печь электрической, в 1982 году – третью. В этот же период в центре города заработала и кондитерская.

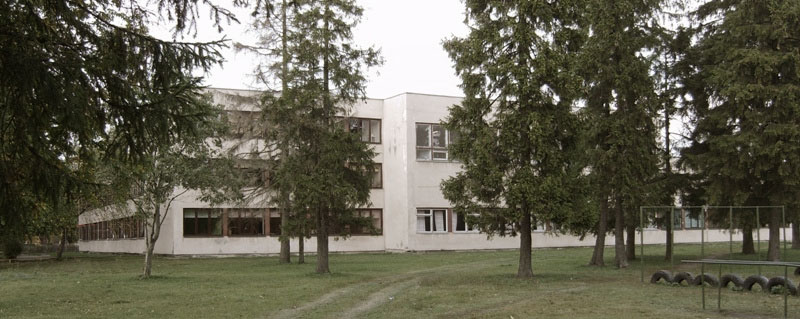
Новый корпус русской школы (пристройка к ранее построенному зданию)

1 сентября 1964 года в Тапа открылось новое здание эстонской школы (Tapa I kool), расположенное возле сквера и кирхи Якоба (Pargi tnv.12). В освобождённые эстонской школой постройки, к которым также пристроен новый корпус, въехала русская школа, а занимаемое ею до этого времени здание было предоставлено создаваемой «спецшколе» – школе-интернату для «трудных» подростков.

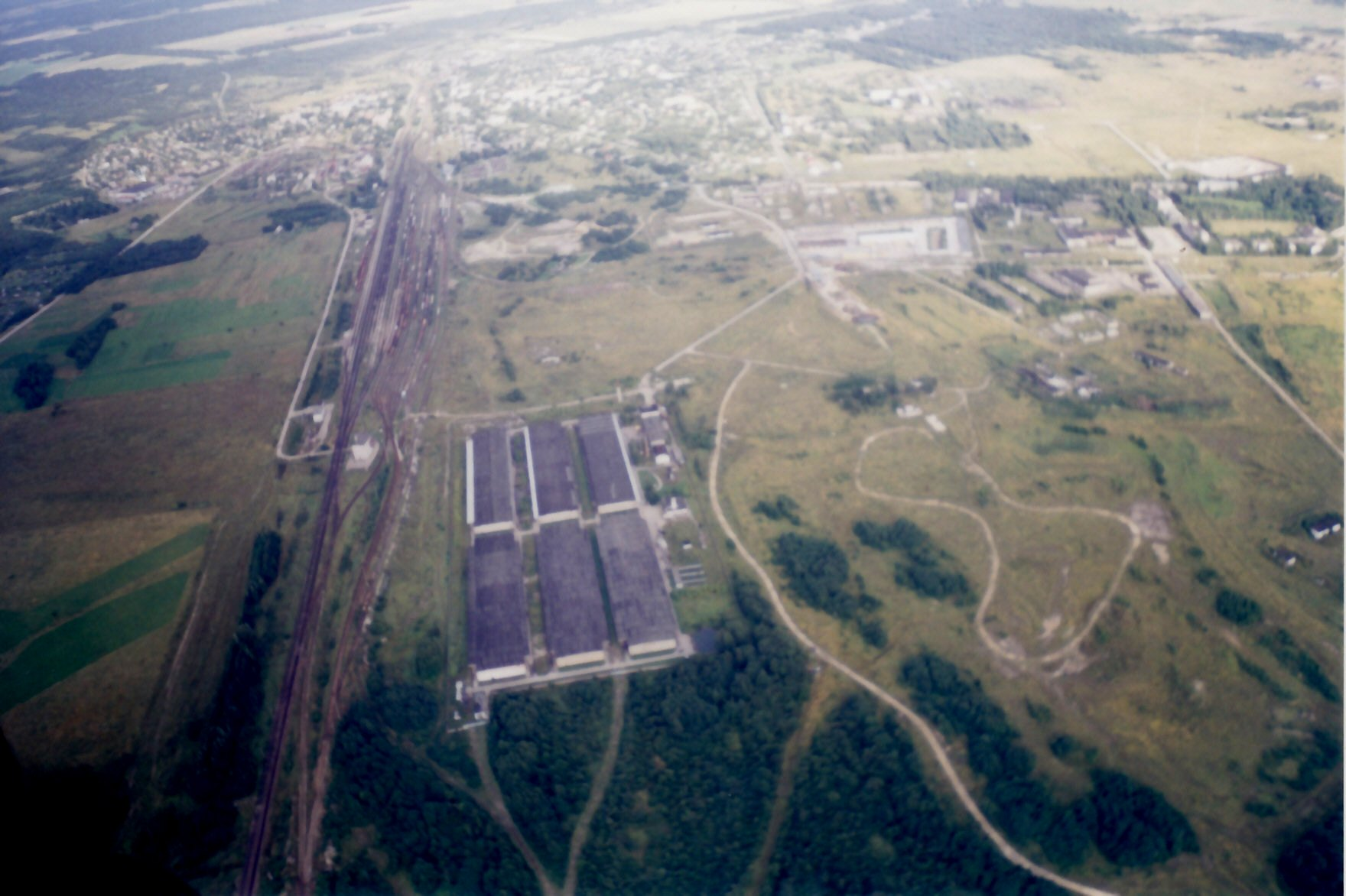
Здания «Огоньковских складов». Слева — сортировочная станция

В 1969 году было снесено здание бывшего клуба – освобождена территория центральной площади. На ней в большом здании был открыт городской универсам («Kaubamaja»).
29 сентября 1969 года, по решению Совета министров ЭССР, в Тапа был создан завод «Вазар» («Vasar», эст. – «молот») по производству инвентаря специализированного садоводства, в частности, лопат, вил, граблей, вёдер, леек и тому подобного. Завод расположился на северо-западной окраине города – между хлебозаводом и кладбищем.
В начале 1970-х на западной окраине города, напротив сортировочной станции, были построены здания складов Госрезерва, получившие прозвище «Огоньковские». Два жилых пятиэтажных здания персонала и их котельная расположились ближе к центральному району.

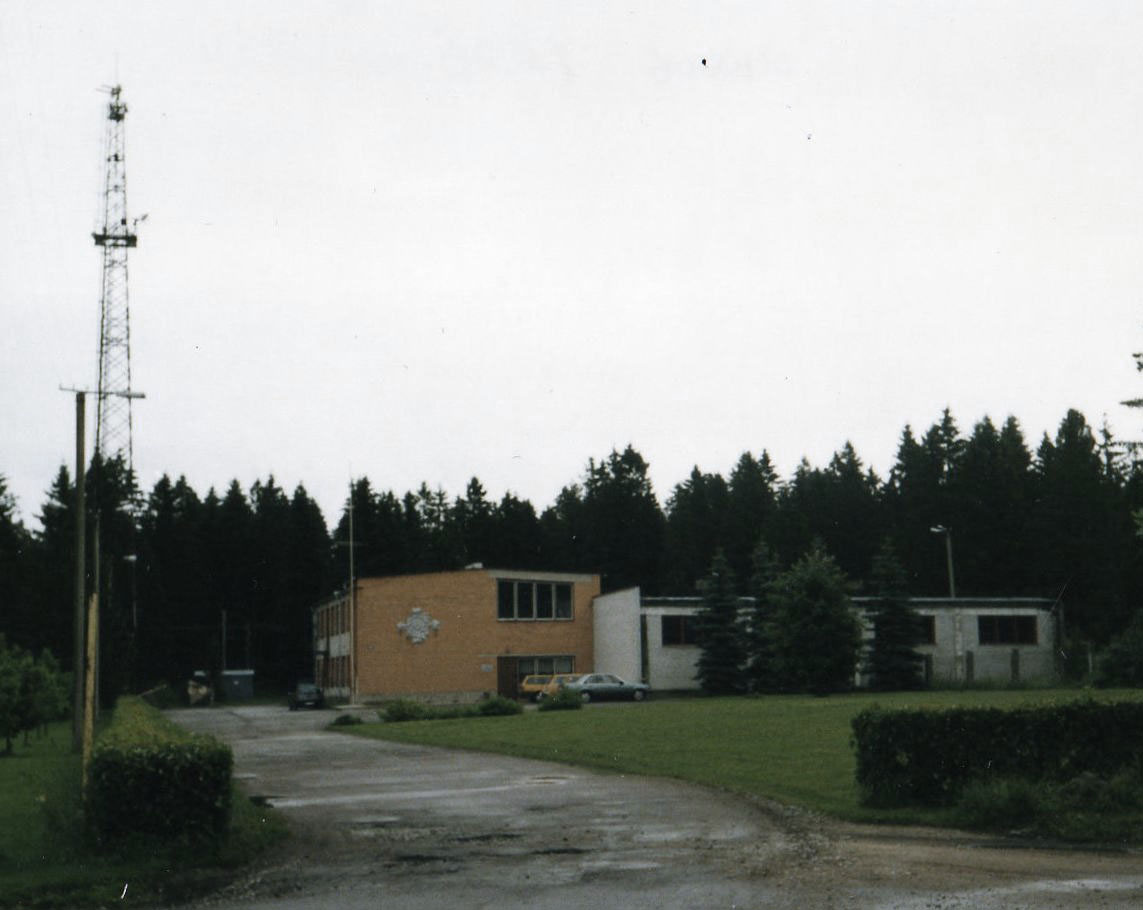
Городская электросеть

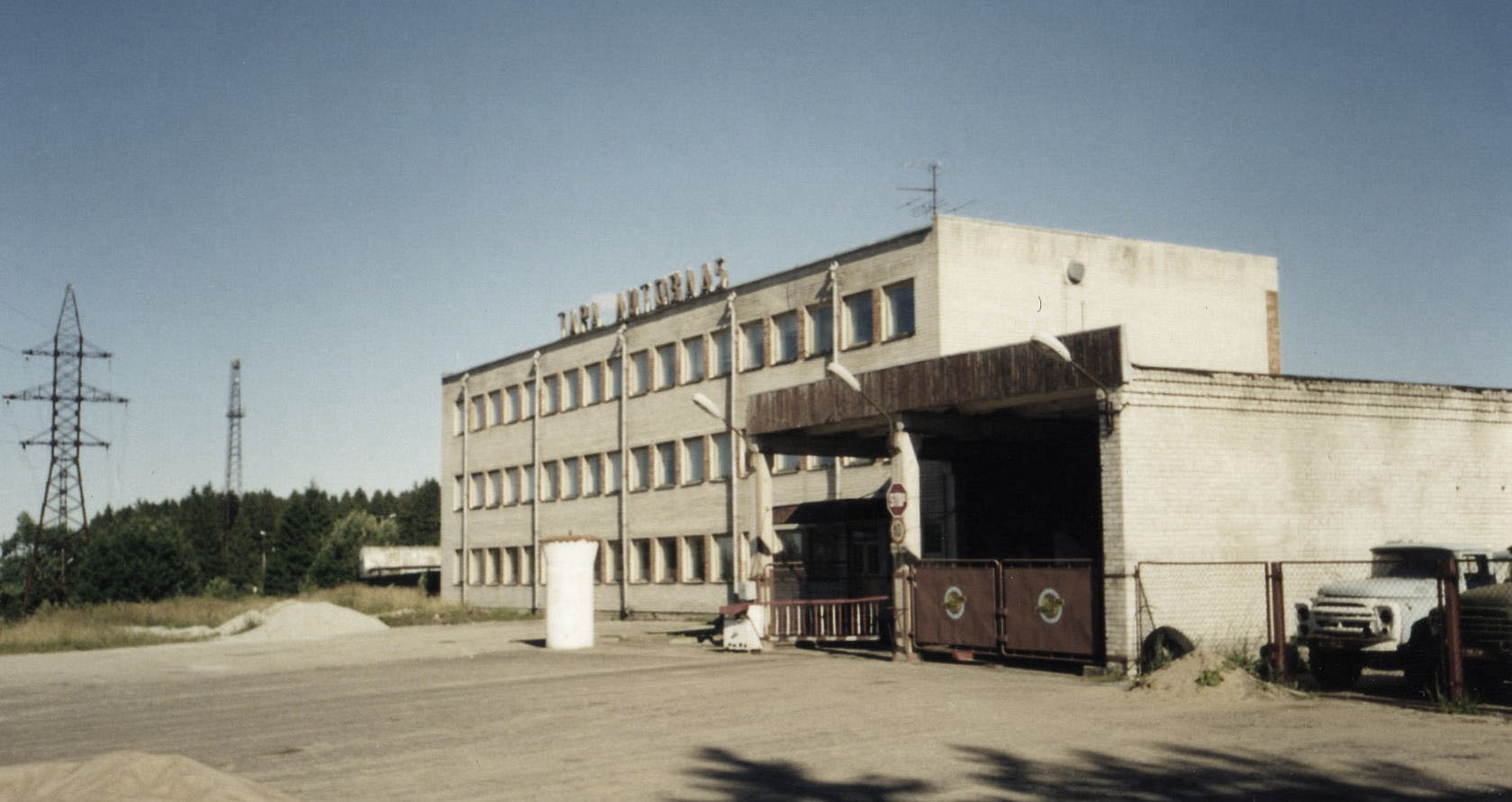
Тапаская автобаза

Также в этот период на южной окраине были построены здания большой автобазы. Между центральной улицей и железнодорожной веткой на Тарту расположились новые объекты городской электросети.
В начале 1980-х, на юго-западном выезде из города, заработала новая насосная станция городского водоканала.
В 1982 году в котельной «огоньковских» домов произошёл взрыв. В результате котёл вылетел из котельной и проломил стену жилого здания. Погиб один человек.
В 1988 году был введен в эксплуатацию новый корпус депо. На протяжении многих лет вагонное депо станции Тапа являлось самой большой в Эстонии организацией по ремонту грузовых вагонов.
В конце 1989 года в сквере возле кирхи началось строительство нового городского Дома культуры.
К 1991 году в городе базировались следующие части Советской армии: школа механиков-водителей инженерных войск, зенитно-ракетная бригада и, на аэродроме, части ВВС: истребительный авиаполк и отдельная эскадрилья вертолётов Ми-24. Отсюда 28 мая 1987 года по тревоге вылетал МиГ-23 на перехват цели 8255 — самолёта «Cessna-172B» Матиаса Руста, приземлившегося в Москве на Красной площади.

#### После восстановления независимости Эстонии

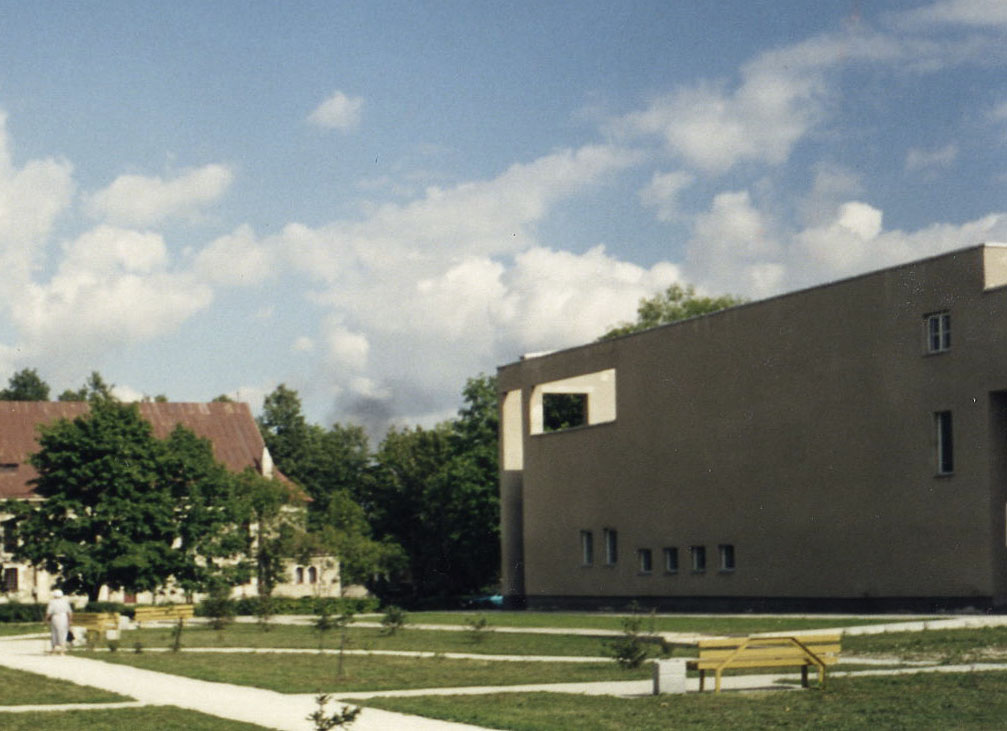
Новый Дом культуры Тапа, 1993 год

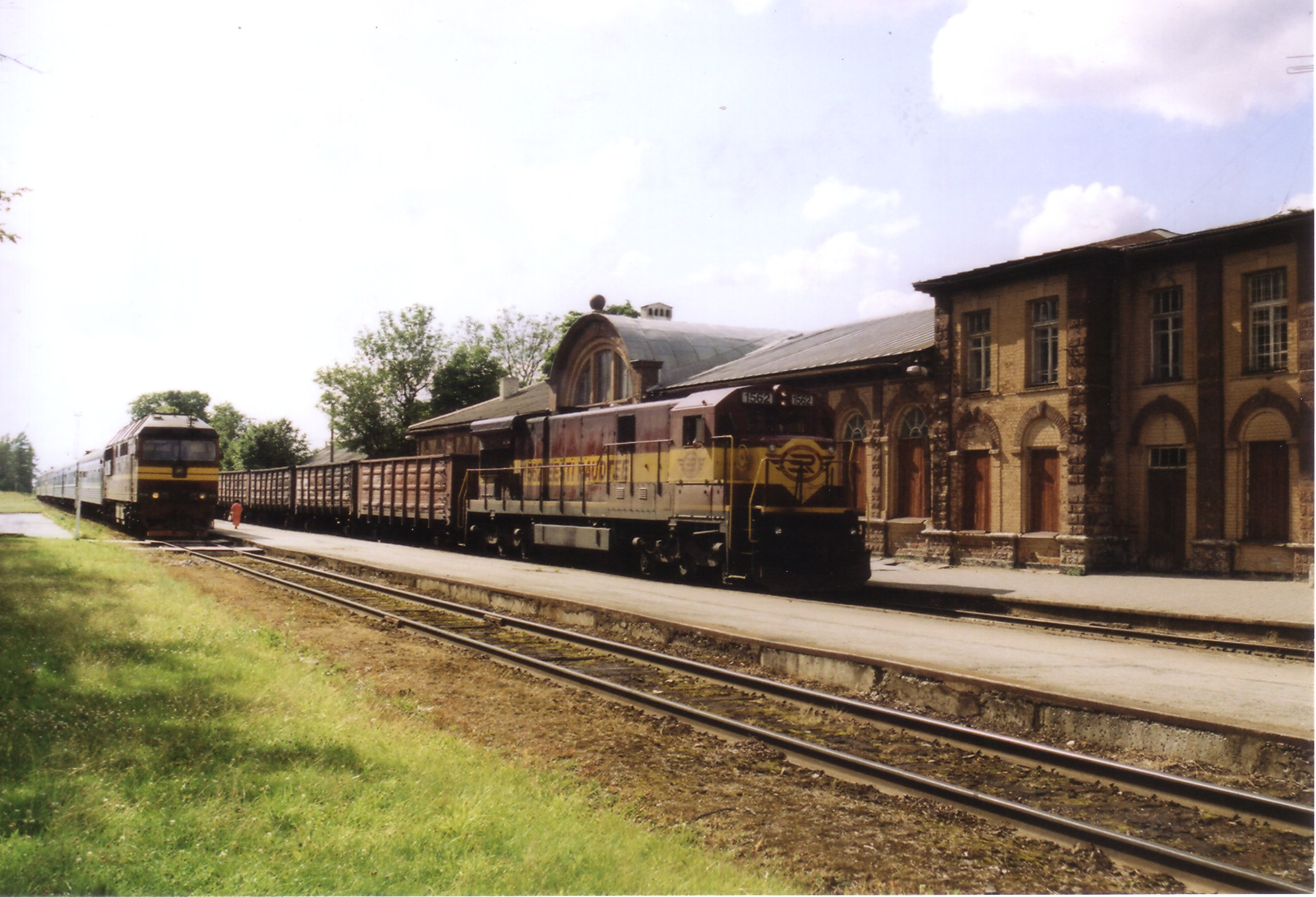
Вокзал станции Тапа в 2005 году

В 1991 году Советский Союз прекратил своё существование. Эстония стала независимым государством. Был поднят вопрос об уходе с её территории войск Российской Федерации, в чьё наследство перешли большинство частей Советской армии.
В 1992 году из Тапа выбыла «Школа сержантов»; её казармы заняли Силы обороны Эстонии. Через год российскими войсками был оставлен и аэродром.
Бывший военный городок стал обычным микрорайоном города. В нём использовались здания трёх- и пятиэтажные, а также ряд одноэтажных, преимущественно кирпичные. Большинство деревянных «финских домиков» и двухэтажные здания были заброшены и, со временем, снесены, как и дома служебной застройки военного городка.
9 октября 1993 года, в сквере у кирхи был открыт новый городской Дом культуры.
13 января 1994 года на колокольне кирхи Якоба был поставлен шпиль, ещё через два года – к 70-летию города — его увенчали золочёным крестом.
С 1994 года школы в Тапа снова стали называться гимназиями: гимназия Тапа (Tapa Gümnaasium) и Русская гимназия Тапа (Tapa Vene Gümnaasium).
В 1998 году в бывшем здании Клуба железнодорожников был открыт первый супермаркет, получивший название «Гросси» («Grossi»).
17 сентября 2014 года в Тапа на полигон Сил обороны Эстонии прибыли первые американские 18-тонные колёсные боевые бронированные машины марки Stryker.
Здесь дислоцируется одна из многонациональных батальонных групп расширенного передового присутствия НАТО. В 2023 году на базу в Тапа прибыл американский ракетный взвод, вооруженный установками HIMARS.

## Экономика
Город жил за счёт железной дороги и военной промышленности, население в 1989 году было 10400 человек, из них эстонцев — 3860.
После преобразований 1990-х годов экономика города испытала спад. В 1997 году городскими властями был инициирован проект по созданию индустриальных зон. Развивается металлическая промышленность (производство выхлопных систем автомобилей, электромагнитов, железоотделителей), в городе несколько маленьких предприятий, занимающихся строительством, оказанием разных услуг и т. п. Многие жители работают в уездном центре (городе Раквере). Работают эстонская и русская гимназии, музыкальная школа, русская спецшкола, детские сады, городской музей.

## Население

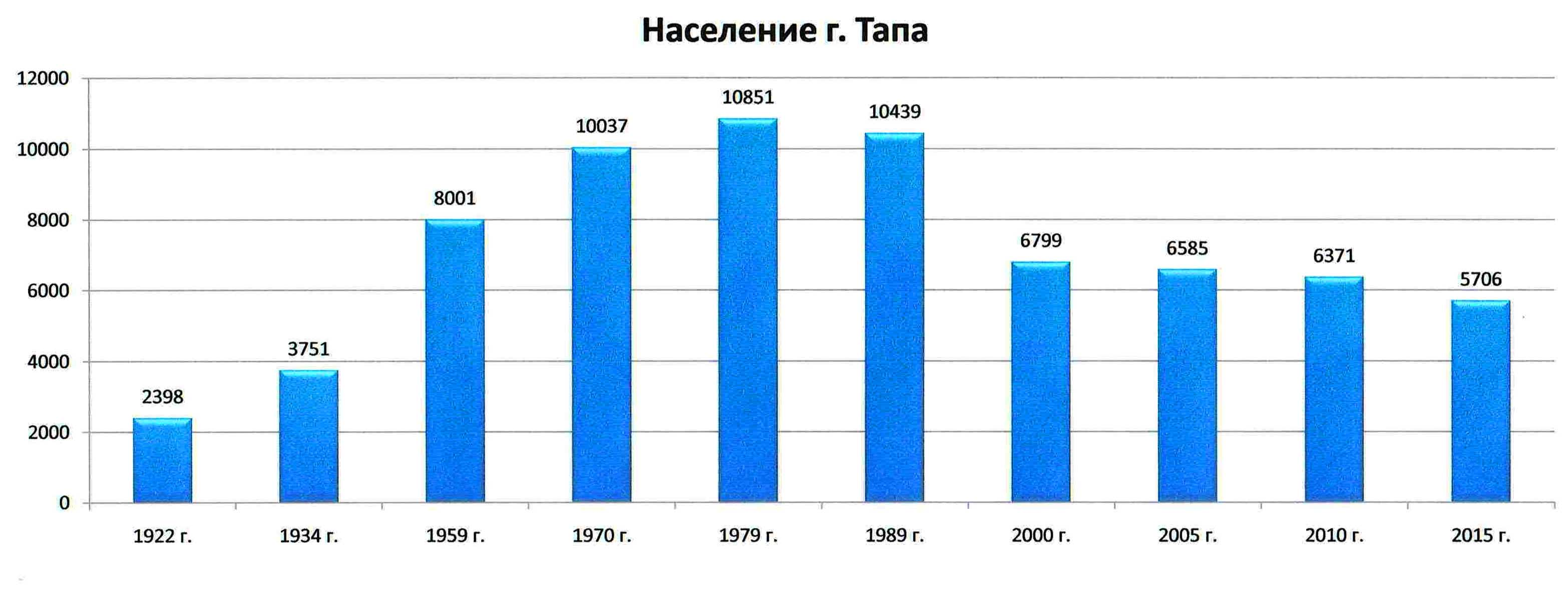
Диаграмма изменения численности населения города Тапа в ХХ — начале XXI вв.

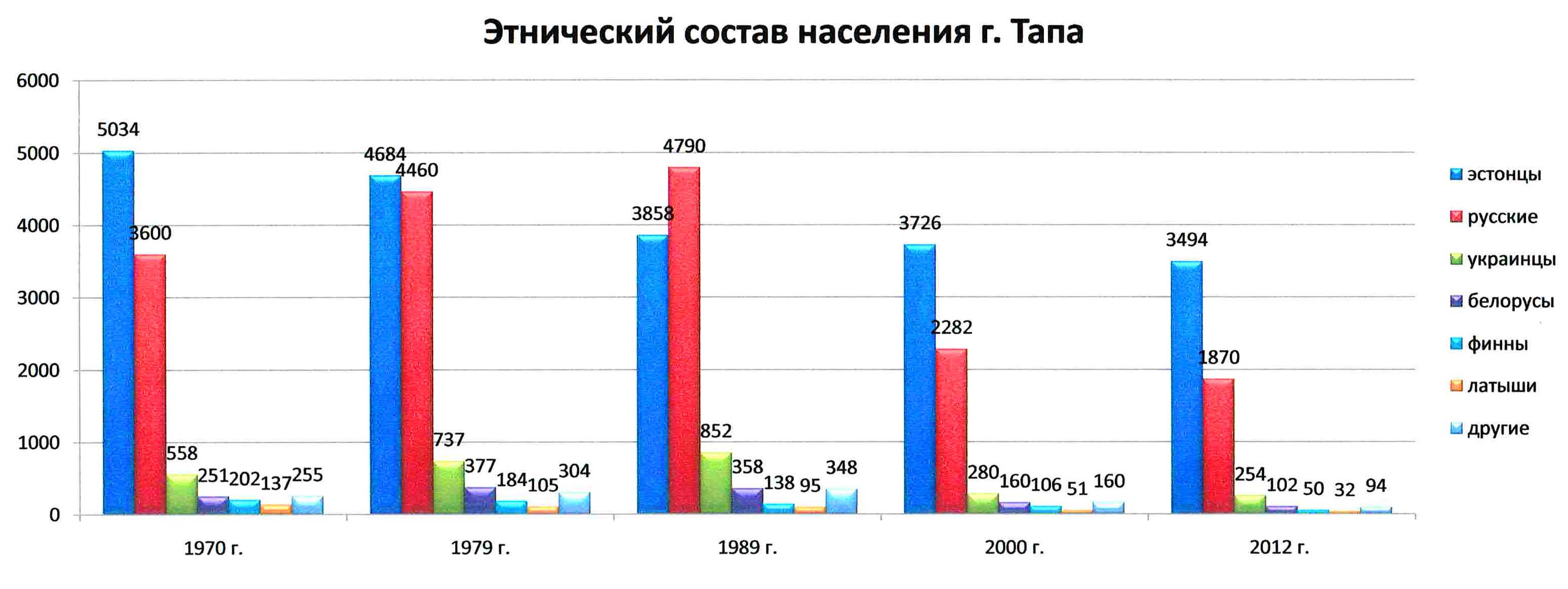
Диаграмма этнического состава населения города Тапа в конце ХХ — начале XXI вв.

За годы существования города его население увеличивалось до Второй Мировой войны, с 1941-го по 1944 годы уменьшилось, затем опять росло до начала 1980-х. В 1990-е годы количество жителей Тапа заметно снизилось из-за вывода Российских войск — убытия военнослужащих и гражданского персонала; хотя, некоторая их часть осталась в Эстонии, в частности — военные пенсионеры. Впоследствии население Тапа вновь уменьшилось вследствие отсутствия здесь мест работы. Этнический состав городского населения практически всё время в большинстве состоял из эстонцев, на втором месте — русских. Исключением является период конца 1980-х — начала 1990-х, когда большинство составили именно представители русскоязычного населения, число которых впоследствии заметно уменьшилось из-за ухода воинских частей бывшей Советской Армии.

## Известные уроженцы
- Тоомас Кивисилд (род. 1969) — эстонский генетик.
- Дмитрий Круглов (род. 1984) — футболист, защитник сборной Эстонии и ФК «Ряван» (Баку)[20][21].

## Города-побратимы
Города-побратимы бывшего городского муниципалитета Тапа:
- Прец (район Плен, земля Шлезвиг-Гольштейн) Preetz, Saksamaa Liitvabariik, Германия
- Труса (лен Сёдерманланд) Trosa, Rootsi Kuningriik, Швеция
- Тоияала (провинция Лянси-Суомен) Toijala, Soome Vabariik, Финляндия
- Лотен (округ Хедмарк) Løten, Norra Kuningriik, Норвегия
- Камберленд (штат Мэриленд) Cumberland, Maryland, USA, США

## Галерея

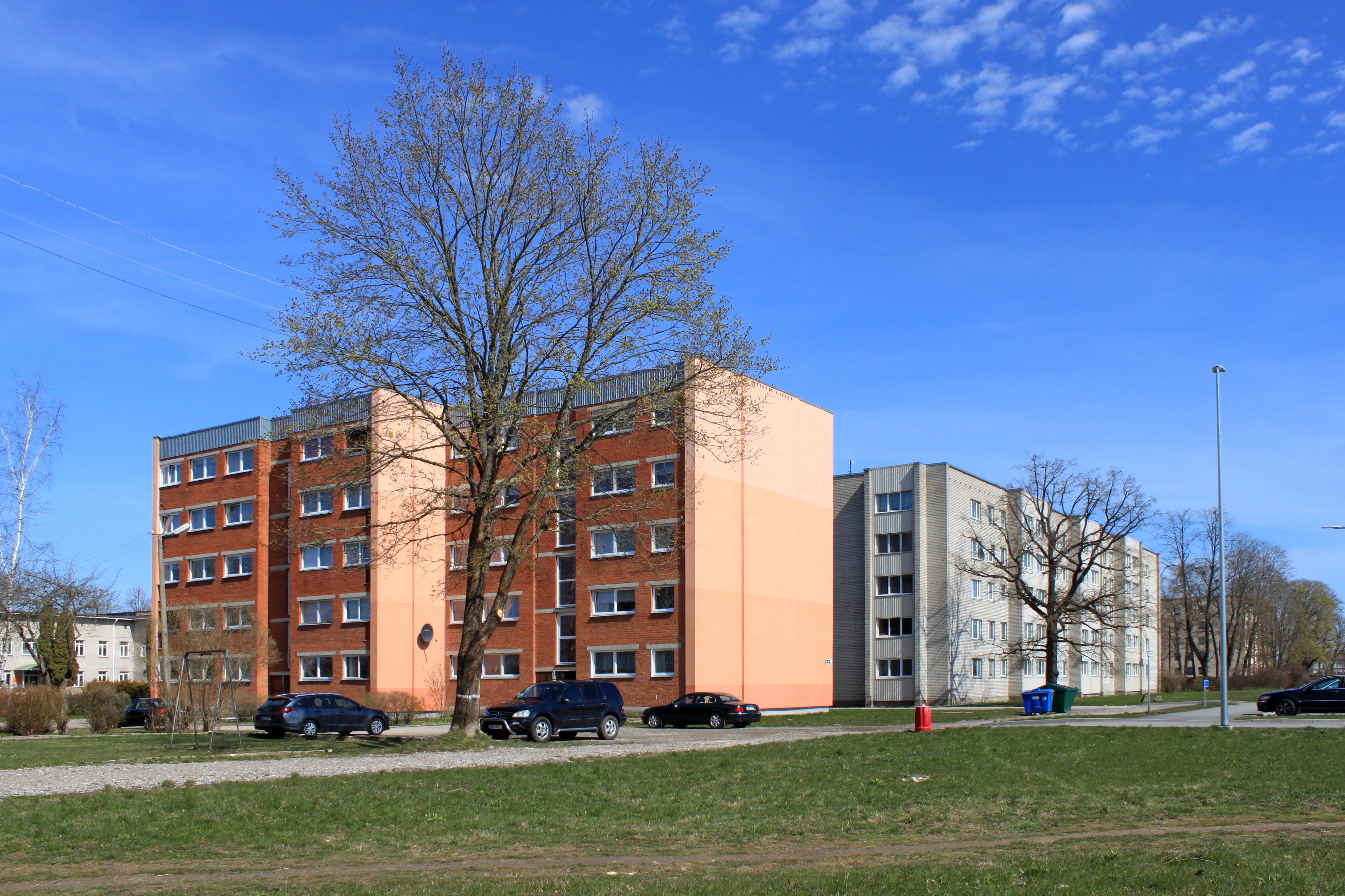
Улица Валве
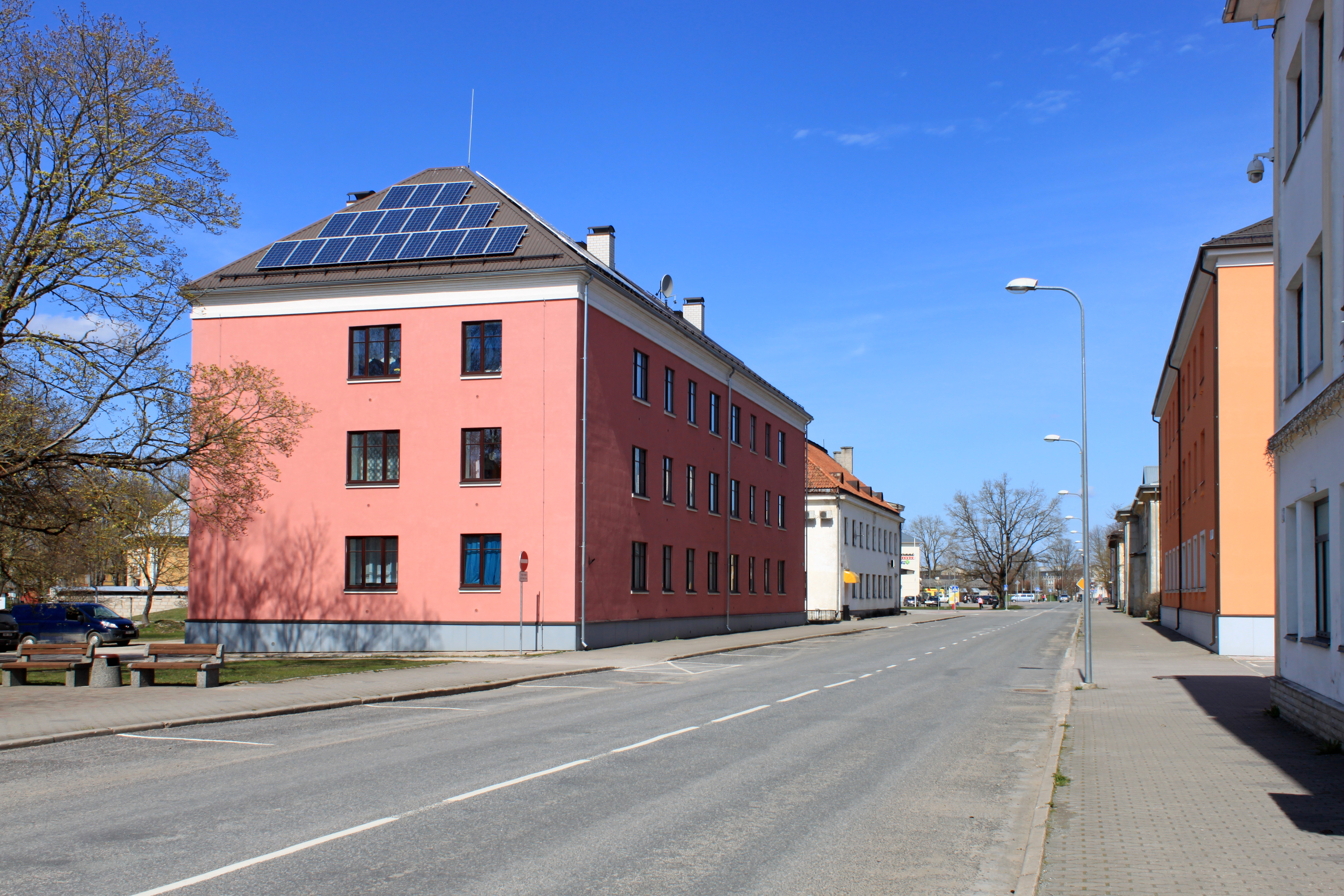
Улица Пикк
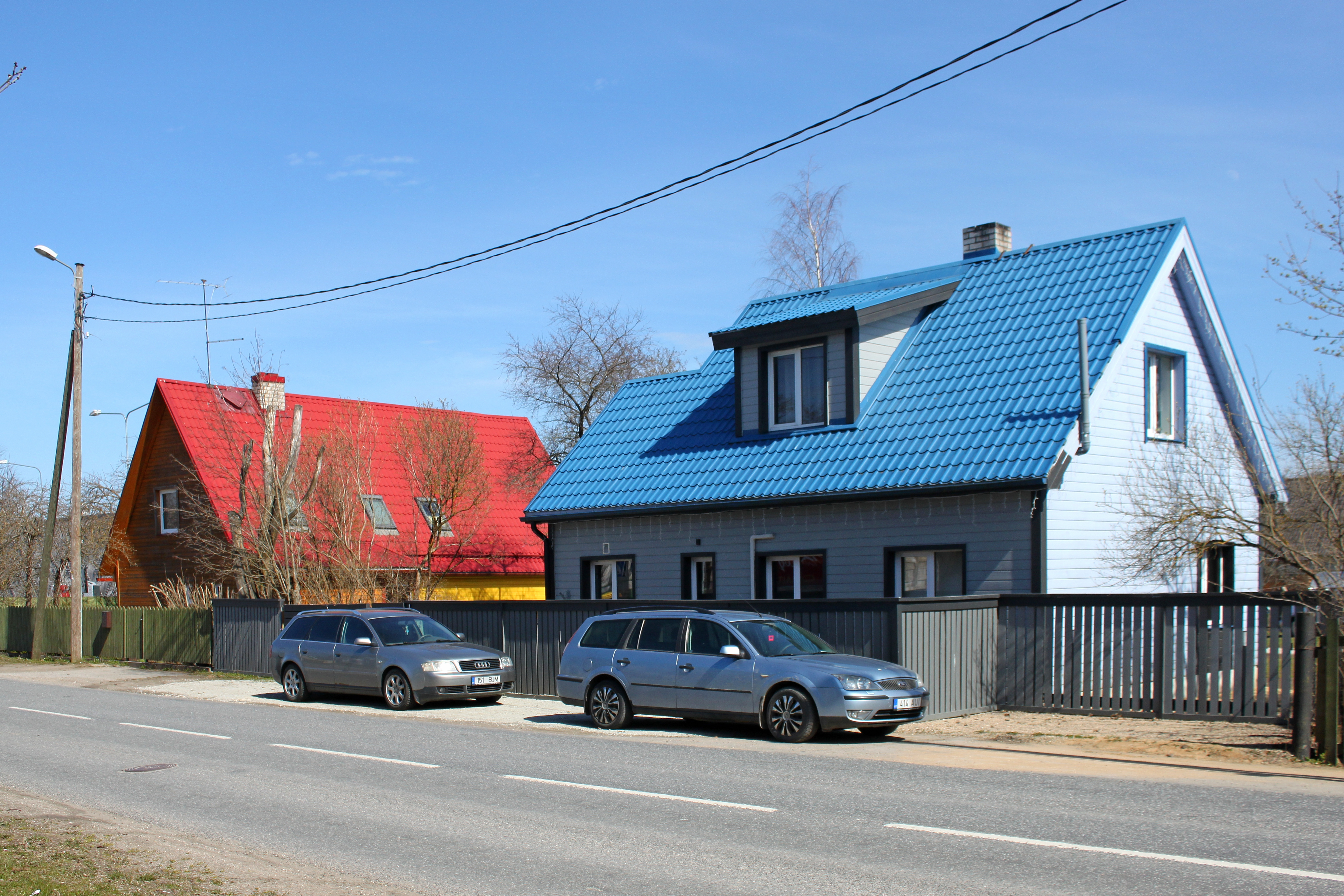
Улица Рохелине
Культурный центр
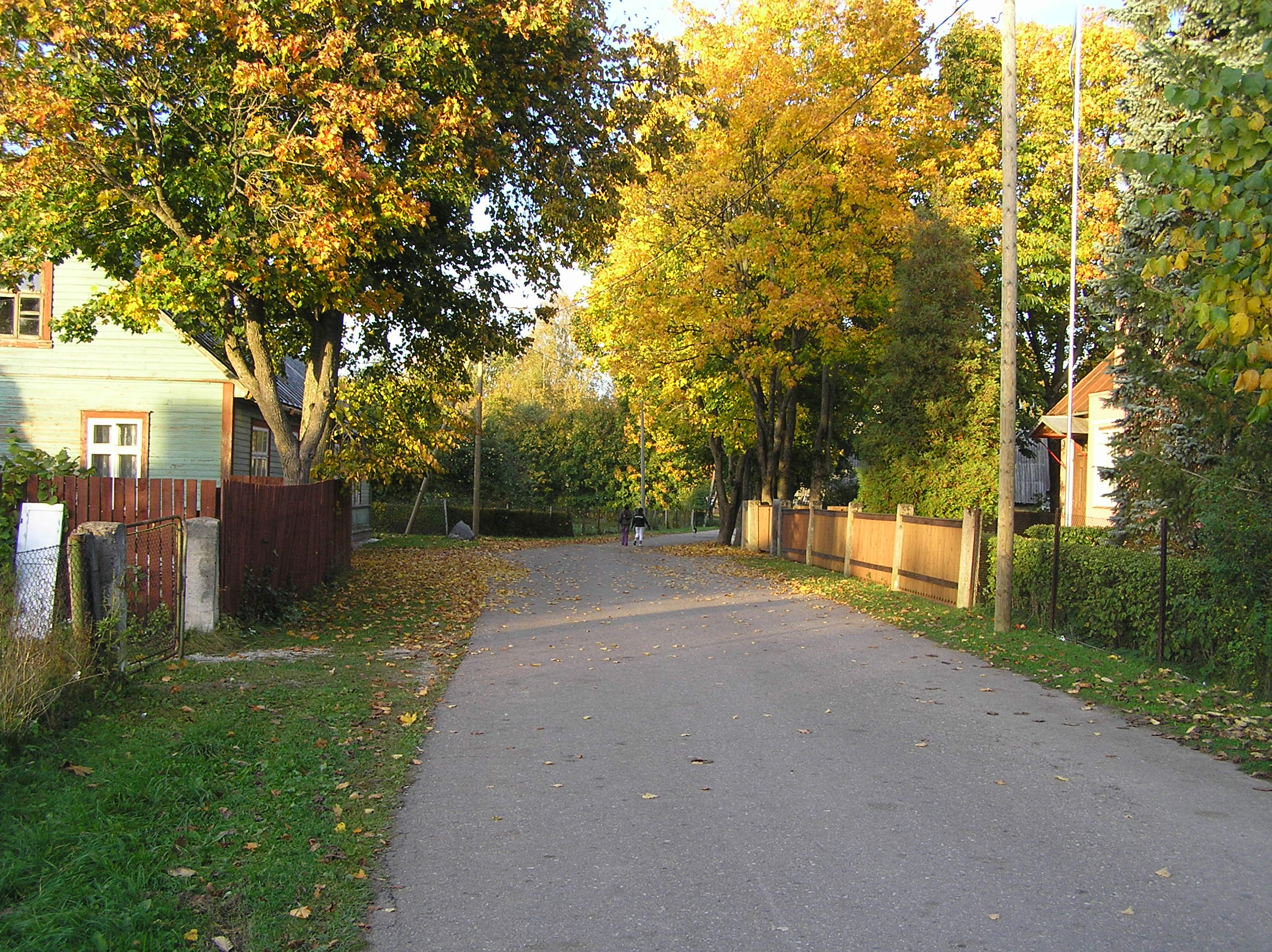
Тихая улочка
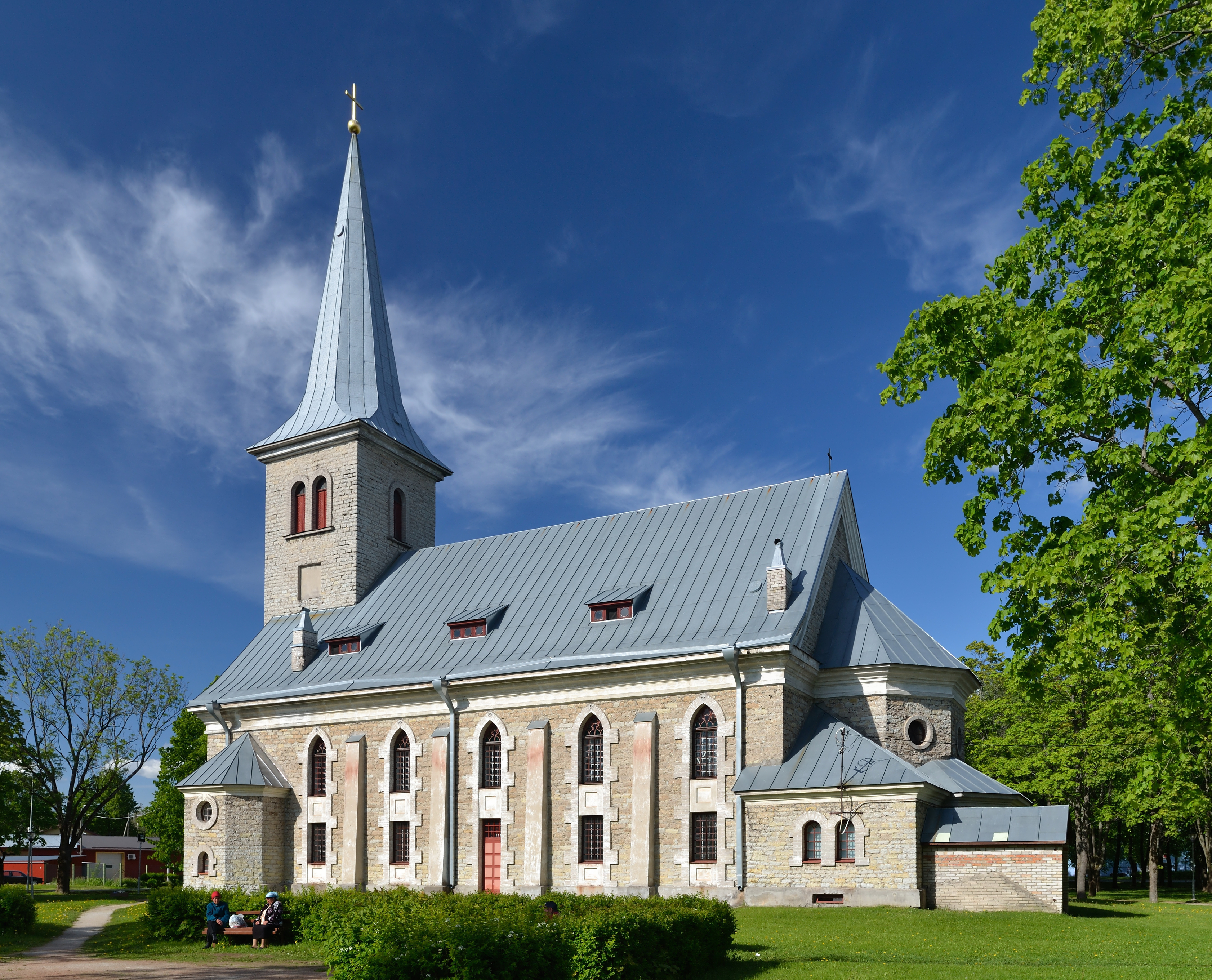
Лютеранская церковь св. Иакова
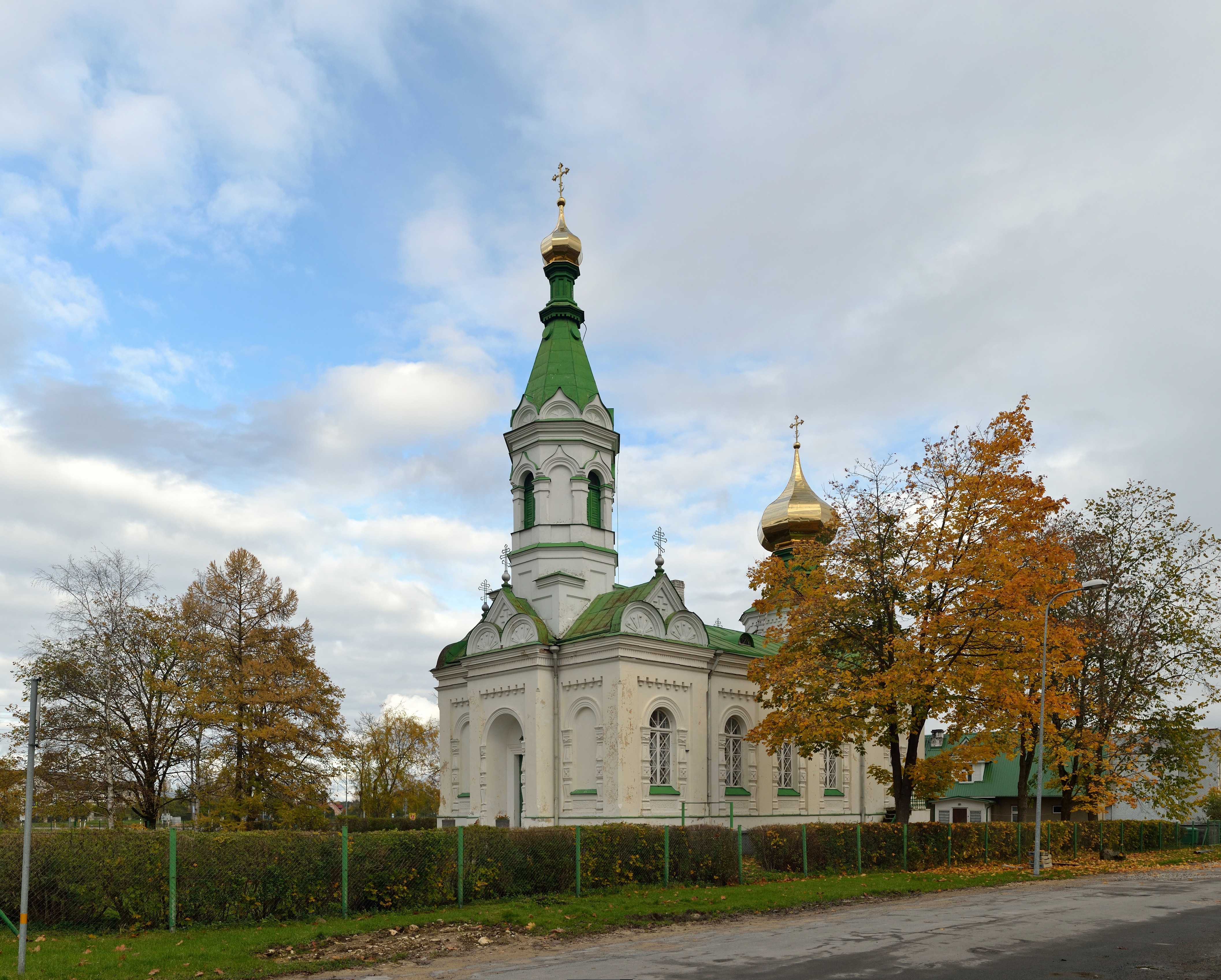
Православная церковь Иоанна Предтечи
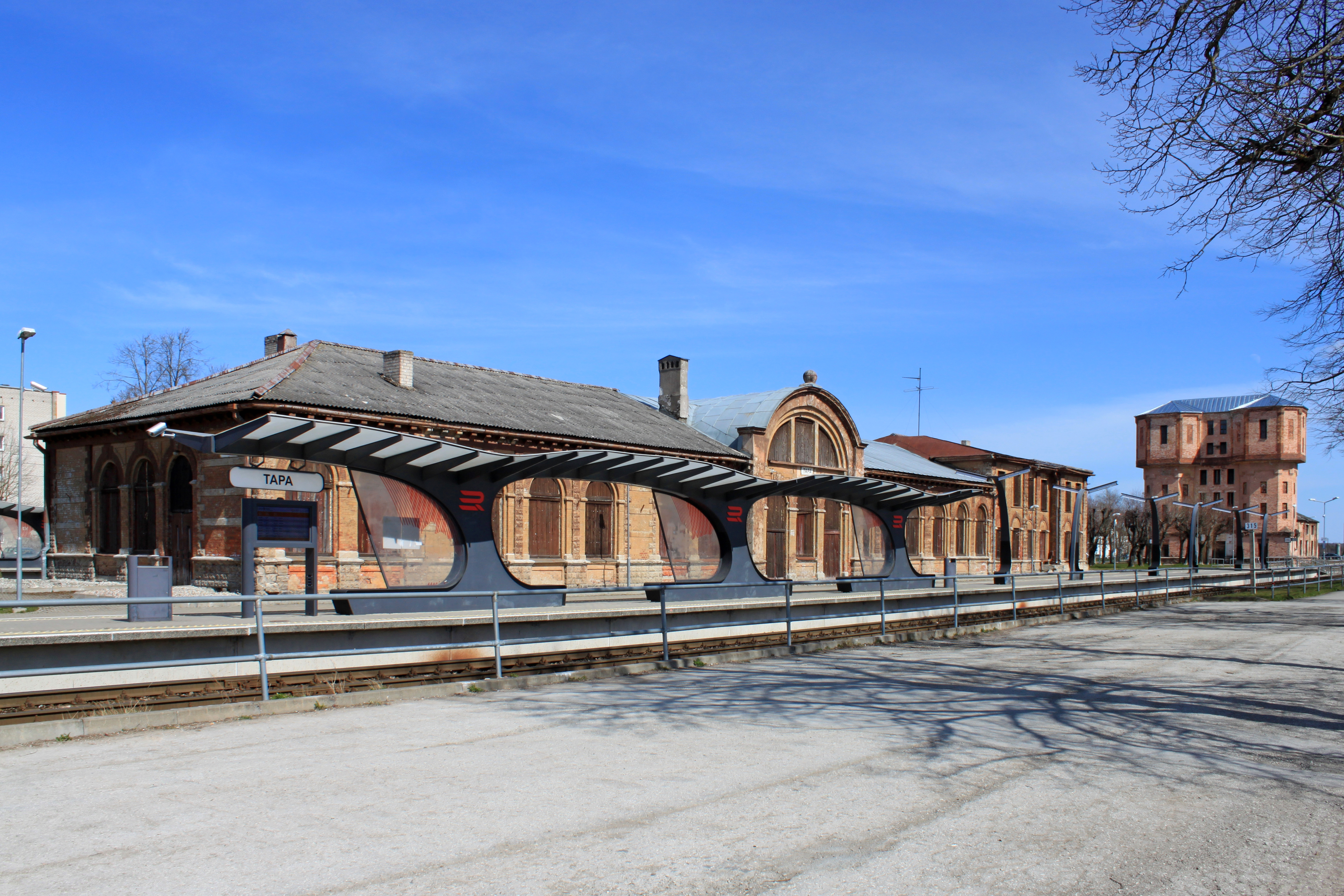
Ж/д станция Тапа в 2020 году
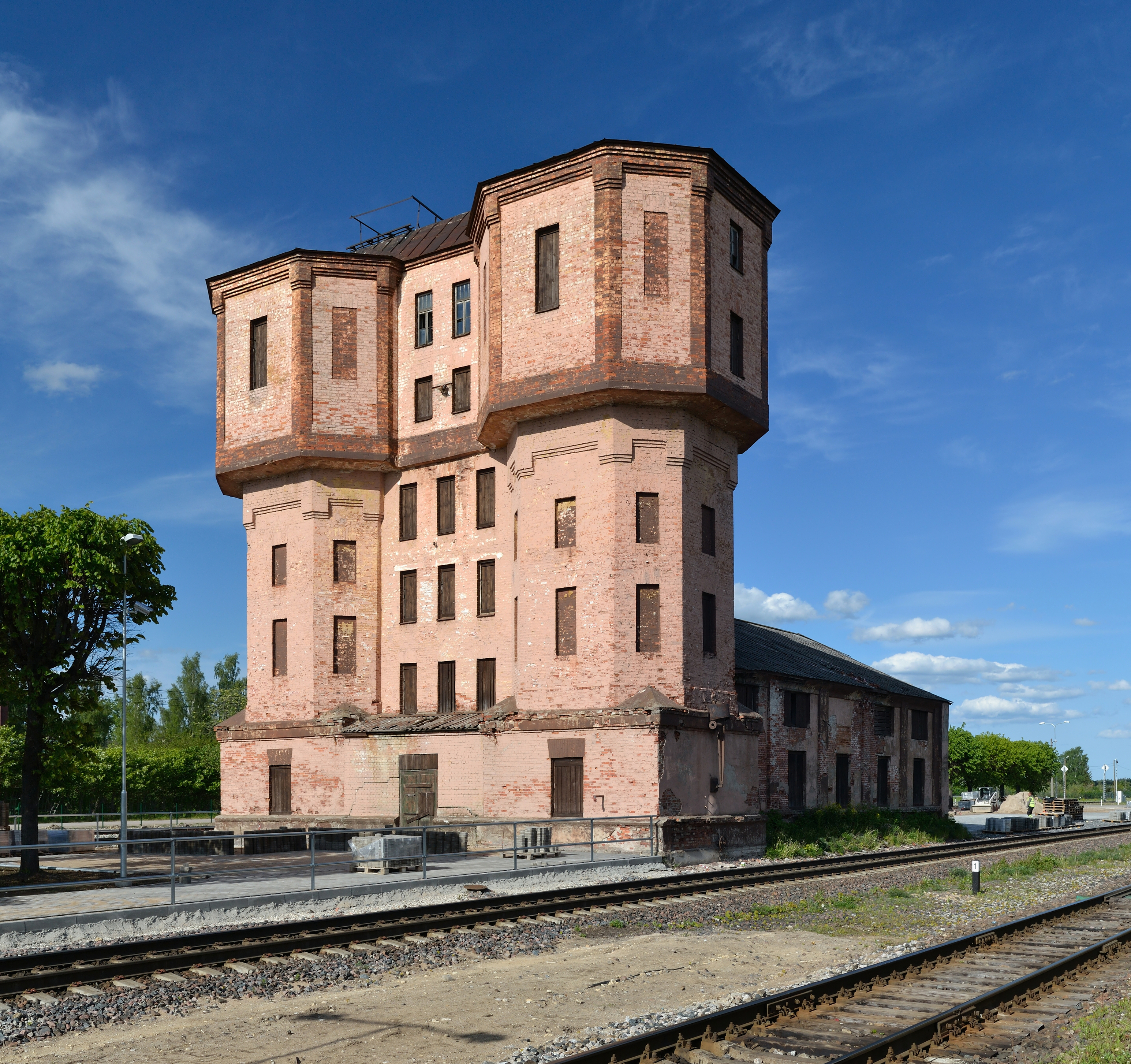
Водонапорная башня на станции Тапа
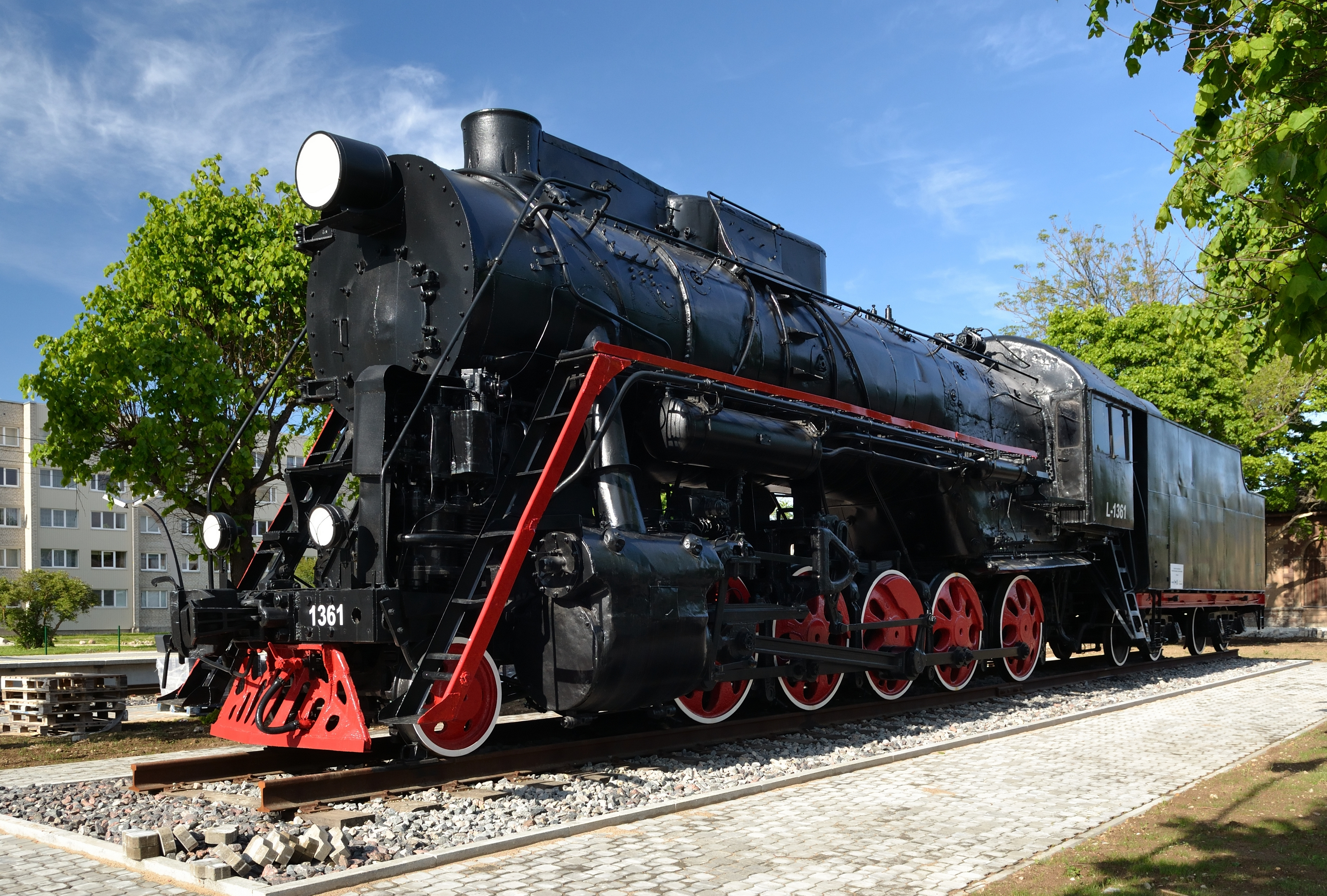
Паровоз Л-1361 на станции Тапа
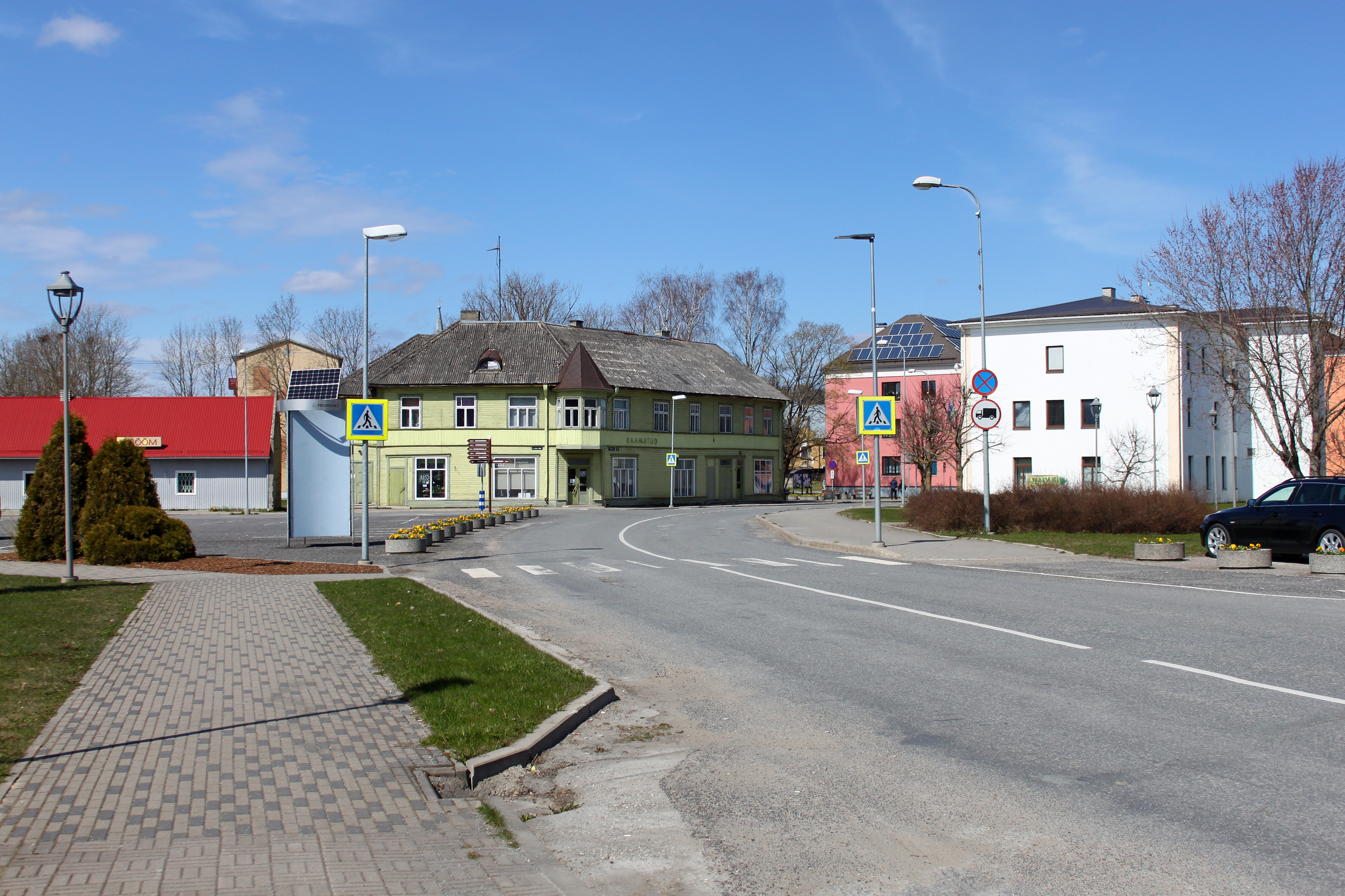
Центр города 1 мая 2020 года

### Комментарии
1. ↑  Эстонские топонимы, оканчивающиеся на -а, не склоняются и не имеют женского рода (исключение — Нарва)